# TUBE
TUBE（チューブ）は、1985年6月1日にデビューした日本のロックバンド。所属レコード会社はSony Music Associated Records、所属事務所はホワイトミュージック（個人事務所、田辺エージェンシーのグループ会社）、公式ファンクラブは「チューブライダース」。音楽制作は2008年頃までビーインググループのZAIN PRODUCTSが担当していた。

## 概要
一般的にはサザンオールスターズやオメガトライブと並ぶ「夏バンド」のイメージが強い。当初はチェッカーズやSALLYといったアイドルバンドに対抗して、CBS・ソニーとビーイングが組んで長戸大幸プロデュースによりデビュー。ビーイング系では稀なプロフィール公表のほか、テレビなどへの露出が多く、バラエティ色の濃い番組へも出演した。
バンド名はサーフィン用語の「チューブライディング」に由来する。アマチュア時代は「パイプライン」というバンド名で活動。サーフィン用語である「パイプライン」に由来し長戸が名付けた。知人に「パイプラインってかっこいいだろ」と言うと「東南アジアみたいでかっこいいですね」と返答があったという。「そうではなくサーフィンのことだ」と説明すると「今はパイプラインをチューブというんですよ」という言葉から「チューブ」の名称でデビュー予定だったが、東芝グループからのクレームにより、頭に「THE」を付けてデビューさせた、と長戸は語っている。デビューした1985年は「The TUBE」として活動したが、北海道文化放送の「Sound club 1700」（当時土曜17時台に放送されていた音楽番組）への出演時、姓名判断師（木村天山）から「画数が悪い、名前の"The"を取ればバンドは良い方向へ向かう」と指摘を受ける。翌1986年、3枚目のシングル『シーズン・イン・ザ・サン』の発売前に、正式に「TUBE」と改名した。
1990年から2004年までシングル連続TOP10入り（15年連続）の記録を持つ。アルバムは1986年の『THE SEASON IN THE SUN』で週間オリコンチャート3位を記録して以来、2012年まで連続TOP10入り（27年連続）を記録している。
いわゆる「湘南サウンド」を代表するバンドの一つだが、結成地は神奈川県座間市であり、メンバーの出身地は神奈川県央地区と東京都下である。
1980年代のシングル曲は、亜蘭知子（作詞）、織田哲郎・栗林誠一郎（作曲）など提供曲がほとんどだったが、1989年の「SUMMER CITY」以降はメンバーによる自作曲へ移行、ほとんどの楽曲において作詞は前田、作曲を春畑が担当している。
1990年代は、ほぼ夏のみの活動にとどまった。冬季のリリースは減少し、夏以外はソロ活動が顕著となる。近年は夏のみならず秋冬期のシングルリリース、また冬季限定ライブ「冬でごめんねツアー」を開催している。デビュー当初の1980年代は通年活動していたが、イメージの定着に伴って夏に特化していくようになった。
1985年に行われた神奈川県逗子でのライブから毎年ライブを開催している（基本的には春のホールツアー、夏のスタジアムツアー）。
ビーイング系グループとしてデビューし、2008年ごろまではビーインググループの「ZAIN PRODUCTS」が音楽制作を担当。2009年に体制を一新させ、ZAIN PRODUCTSはじめビーイングスタッフが制作陣から外れた。その後『日本の夏からこんにちは』では、外部ディレクターとしてビーイングから新津健二が参加した。またDIMENSIONのメンバーは継続的にサポートとして参加している。
所属レーベルおよび事務所の移籍が一度もない。1991年にCBS・ソニーがSony Recordsに変わり、2002年にレーベル内のSony Music Associated Recordsへと異動したのみ。所属事務所はデビュー以来「ぐあんばーる」および「WHITE MUSIC」である。
デビュー日にちなみ、米国ハワイ州では2000年から6月1日を「TUBE DAY」と定めている。制定時には、デビュー15周年を記念して、ハワイにおいてアジア人初となるアロハ・スタジアムにてライブを行った。その後も毎年同日、または同日直後の週末にイベント（ミニライブなど）を開催。2005年6月3日には、ワイキキの中心にあるアメリカ陸軍保留地、フォート・デ・ルッシーにて野外コンサートを行った。

## メンバー
前田亘輝（まえだ のぶてる、1965年4月23日 - ） / ボーカル・作詞・作曲(一部の楽曲で)（リーダー）
神奈川県厚木市出身。血液型はA型。前田を知らずとも歌声を聴けばTUBEを連想させるインパクトの強いソウルフルなボーカルを持っている。近年は他アーティストに詞・楽曲を提供する作詞家、作曲家、音楽プロデューサーのほか、ラジオパーソナリティとしても活動している。
春畑道哉（はるはた みちや、1966年11月5日 - ） / ギター・キーボード・作曲・コーラス
東京都町田市出身。血液型はA型。ソロワークスではインストゥルメンタルながら11枚のアルバムを発表。2002年5月、日本人アーティスト初となるFENDER USA社との専属契約を結び、ギター"Michiya Haruhata Stratocaster"を使用。
角野秀行（かくの ひでゆき、1965年7月6日 - ） / ベース・コーラス
神奈川県座間市出身。血液型はA型。趣味は写真、バイク。かつては、ユニット「Riding」として活動をした。
松本玲二（まつもと りょうじ、1966年5月30日 - ） / ドラムス・パーカッション・コーラス
神奈川県座間市出身。血液型はAB型。インテグラワンメイクレースに出場するなどレーシングドライバーとしても活躍。国内トッププロドライバーが参加するスーパー耐久シリーズで、2005年シリーズ第8戦、2006年シリーズ第7戦、2007年シリーズ第7戦と3勝している。

## サポートメンバー

### サポートメンバー(2015年野外ツアー)
- 永村かおる（ながむら かおる）：コーラス
- Eliana（エリアーナ）：コーラス
- 勝田一樹（かつた かずき）（DIMENSION）：サックス（1990年-）
  - ステージメンバーでは在籍メンバー中最長期間を誇る。愛称は「カツオ」。ホールツアー中は、時折松本の食べ歩きにも同伴することも[3]。
- 須賀裕之（すか ひろゆき）：トロンボーン
- 澤野博敬（さわの ひろのり）：トランペット
- 遠山拓志（とおやま たくし）：トランペット
- 旭純（あさひ じゅん）：キーボード
- 玉木正昭（たまき まさあき）：パーカッション（2002年-）
  - 1967年6月7日生、出身地は東京都。妻は歌手の夏川りみ。
- 梅村仁（うめむら ひとし）：ギター
- 濱田“Peco”美和子（はまだ“ぺこ”みわこ）：ダンス、振り付け、コーラス（1986年-）
  - メンバーの振り付け師として長きにわたって参加。しかし1992年の野外ツアーでのダンサーズ導入時にその1人としてステージに登壇。以来、ダンサーとしても携わりつつ、2014年の野外ツアーではコーラスも務めた[4]。

### 過去のサポートメンバー
- 伊藤一義（いとう かずよし）：コーラス、ギター（1980年代 - 2013年）
  - TUBEのサポートメンバーとしては最長在籍。脱退後も2015年の武道館ライブ出演や、野外ツアーでのVTR出演など交流が続いている。詳細は本人の項を参照。
- 神田陽太（かんだ ようた）：コーラス（2010年 - 2013年）
- 佐藤晶（さとう あきら）：コーラス（2010年 - 2013年）
- 有坂美香（ありさか みか）：コーラス(2014年ホールツアー)
- 遠藤ケロ（えんどう けろ）：コーラス(2014年野外ツアー)
- 沓野行秀（くつの ゆきひで）：パーカッション（1990年 - 2001年）
  - ライブでは伊藤と共に仮装やダンスなどにも挑戦していた。また伊藤、そして角野と共にRidingとしても活動歴がある。
- 小野かほり（おの かおり）：パーカッション（2008年野外ツアー）
- 福長雅夫（ふくなが まさお）：パーカッション（2009年野外ツアー）
- 栗林誠一郎（くりばやし せいいちろう）：ベース、コーラス
  - 1988年の角野謹慎時の代役として参加。それ以外にも共同作業者として名を連ねることもあった。
- 小野塚晃（おのづか あきら）（DIMENSION）：キーボード、マニピュレート
- 鹿島伸夫（かしま のぶお）：キーボード、ピアノ
- 中尾昌文（なかお まさふみ）：キーボード、マニピュレート
- 吉村龍太（よしむら りゅうた）：キーボード、マニピュレート（2000年 - 2013年）
  - 1973年11月8日生。なお、兼任していた及川光博のバックバンド参加のため、期間中にも何度か離脱期間がある。
- 加藤景子（かとう けいこ）：キーボード、ピアノ（2014年）
- 須藤豪（すどう ごう）：キーボード、マニピュレート（2009年 - 2010年、2014年）
- 野村裕幸（のむら ひろゆき）：トロンボーン(1998年 - 2013年、野外ツアーのみ)
  - 野外ツアーのブラスセクション導入に伴い、勝田に乞われる形で参加。
- 葉山たけし（はやま たけし）：ギター（2014年）

## 来歴

### 1985年以前
ボーカルの前田は高校時代よりビーイングの事務所に通いつつ、神奈川県内のライブハウスで活動していた。同時期、前田の学生時代からの友人であるベースの角野も同県内のライブハウスを中心に活動しており、高校時代の角野がキャバレーでライブを行った際に、友人を通じて前田と出会っている。また松本は、角野が高校で所属した部活動の後輩である。その後、ビーイング主催の音楽祭を通して知り合った前田、角野、松本、春畑の4名で、プロデビューを前提とした アマチュアバンド「パイプライン」を結成。

### 1985年 - 1989年
1985年7月17日にデビュー曲『ベストセラー・サマー』で「夜のヒットスタジオDELUXE」（フジテレビ系）へ初出演。当初予定していた海外バンドの出演がなくなったため、急遽代役として「夜のヒットスタジオ」に出演する格好となり、湘南のビーチでサーフィンをしていたTUBEのメンバーが、ビーチのアナウンスで通じて呼び出され、本番10分前に当時河田町にあったフジテレビに駆けつけた。急遽出演が決まったためか、司会の井上順から『それではご紹介いたしましょう、ウェーブの皆さんです!』とバンド名を誤って紹介した。
前田曰く、「1989年がTUBEにとって本当のデビューであった」とデビュー10年目の1994年に当時を回想している。また春畑は、「織田哲郎さんは4人がアマチュアの頃からコピーしてたくらいだから曲を書いてもらえるのが嬉しかったが、作曲家の提供曲よりカッコ悪くてもいいから自分たちの音楽をやりたかった」 と当時を回想している。プロデューサーである長戸大幸はTUBEのメンバーが理想とする「自作」を許可し、1989年以降は全曲の作詞・作曲をメンバーで手掛けるようになる。
1985年5月30日 - 東京プリンスホテルにて「デビュー・コンベンションライブ」を行なう。6月1日、バンド名「The TUBE」としてベストセラー・サマーでプロデビュー。この曲で『ザ・ベストテン』『ザ・トップテン』『夜のヒットスタジオDELUXE』など主要な歌番組への初出演を果たす。なお、デビュー当初はTUBEはシングル曲を外部作家に委ねていたが、翌1986年より楽曲はビーイング内の作家にシフトすることになる。7月1日に初のアルバム『HEART OF SUMMER』を発売し、CDチャートTOP30入りを果たす。11月24日に初の単体コンサートを逗子マリーナの会場で行なう。
1986年4月21日 - バンド名を「TUBE」と改名し、3枚目のシングル『シーズン・イン・ザ・サン』を発売。当時は仲間たちと事務所を立ち上げ、ビーイングを離れていた織田哲郎が外部として提供の初作品となる。キリン生ビールのCMソングに起用され、30万枚を超える大ヒットを記録する。ザ・ベストテン、ザ・トップテンの両ランキング番組でも初のトップ10入りを果たし、これ以後両番組での常連となる。6月1日、アルバム『THE SEASON IN THE SUN』を発売。自身初のTOP5入りを記録し、カセットテープなどを含めると60万枚を超える大セールスを記録した。
1987年2月26日、前田亘輝がアルバム『LOOSE』で、春畑道哉がアルバム『Drivin'』でソロ活動を開始。4月10日に5枚目のシングル『SUMMER DREAM』を発売、今作品も大ヒットを飛ばし「TUBE＝夏」を定着させる。だが同年に夏とは関係のない異なった楽曲「Dance With You」、アルバム『Twilight Swim』がヒットし四季問わず人気というものを世間に知らした。TUBEの楽曲作家陣で構成された渚のオールスターズの活動を開始。キリンレモンのCMにも出演していたこともあり、この年の夏は「TUBEと行くサマークルーズ」と題した海外への船旅が懸賞として実施された（1988年も実施予定であったが角野の交通事故で中止に）。
1988年5月23日、角野が交通事故を起こしたため、暫くの間バンド活動を自粛。この事故で車に同乗していた交際相手の女性が死亡するという大事故だった。解散も含め真剣に話し合った結果、女性の家族の意向もあって活動継続を決めた。角野が復帰するまでベースは栗林誠一郎が代役を務めることになった。8thシングル『Remember Me』を発売、今作品も夏とは関係ない楽曲でありバラード調でもヒットを記録した。またこの年から現在も毎年恒例となっている横浜スタジアムでのライブを開催。
1989年5月、角野秀行が復帰。6月1日、9枚目のシングル『SUMMER CITY』を発売。この作品より完全にメンバーによる「作詞・作曲」の楽曲へと移行することになる。（編曲には明石昌夫らが携わる。）

### 1990年代
1990年5月21日、11枚目のシングル『あー夏休み』を発売。この作品から完全に作詞・作曲・編曲がTUBEのメンバーによるものとなる。制作過程ではプロデューサーの長戸大幸提案の曲調に戸惑う が、それは従来のシングル曲路線と全く異なる曲調だったからである。その戸惑いとは裏腹に本作品は20万を超えるヒットを記録する。同年、日本有線大賞にて「あー夏休み」で有線音楽優秀賞を受賞。
1991年7月1日、13枚目のシングル『さよならイエスタデイ』リリース。この作品も「あー夏休み」同様にラテンリズムのサウンドであり、ここでまたTUBEはひとつのスタイル「ラテンサウンド」を確立させることとなる。この作品で初めてシングルの売上枚数が50万枚を突破し、推計60万枚を超すセールスを記録。同作で日本有線大賞にて有線音楽優秀賞を受賞。また、この年から阪神甲子園球場での野外ライブが恒例になる（2015年を最後に一旦終了）。
1992年6月13日、12枚目のアルバム『納涼』を発売。初回限定盤・通常盤合わせて72.9万枚を売り上げた。同年、日本有線大賞にて「夏だね」、「ガラスのメモリーズ」で有線音楽優秀賞を受賞。また、この年からナゴヤ球場での野外ライブが恒例になる（建て替えのため2002年を最後に終了）。
1993年5月12日、16枚目のシングル『夏を待ちきれなくて』を発売。初のオリコンチャート1位を獲得。出荷枚数は90万枚を突破した（初動売り上げは12.9万枚）。5月15日、Jリーグ開幕戦の横浜マリノスvsヴェルディ川崎戦（国立競技場）にて前田が国歌独唱、春畑がJリーグのオフィシャルテーマソング「J'S THEME」をピッチで披露した。7月1日、17枚目のシングル『だって夏じゃない』を発売し、2作連続となるオリコンチャート1位を獲得。12月31日、『第44回NHK紅白歌合戦』に出場し、「夏を待ちきれなくて」を歌唱。初の紅白歌合戦出場となった。
1994年5月11日、18枚目のシングル『夏を抱きしめて』を発売。3作連続となるオリコンチャート1位とシングルでは自身最大の初動売り上げ（15.9万枚）を獲得。本作品は100万枚以上を売り上げ、TUBEのシングル曲で最大のセールスを記録した。この年はTUBEデビュー10年目の年であり、夏の野外ライブも例年に比べ多数開催され、全国10ヶ所公演となった。5年ぶりに夏季以降の活動を行ない、ライブ活動として1989年以来となる冬のライブツアー『冬でごめんねツアー』が開催された。11月16日、初のバラードベストアルバム『Melodies & Memories』を発売。
1995年11月、4作目のデータブック『FIGHT!』を学習研究社より発行。初のライブ写真集である。
1996年4月、地元神奈川県座間市のハーモニーホール座間の竣工記念として、ライブツアーの初日を同ホールで行なう。同月1日に2枚目のベストアルバム『TUBEst II』を発売、最大のセールスを記録した。（初動売り上げ33.0万枚）
1997年7月、アルバム『Bravo!』が自身最大の初動売り上げを記録する（39.0万枚）。
1998年8月、横浜スタジアムのライブにて公演途中にドロンズと共演。12月31日、『第49回NHK紅白歌合戦』に出場し、「きっと どこかで」を歌唱。4年ぶり2回目の紅白歌合戦出場となった。

### 2000年代
2000年4月17日、ハワイのみで「TUBE with Friends」名義でのシングル『SHA LA LA / Remember Me』を発売。現地のチャートで4位を記録。5月13日、3枚目のベストアルバム『TUBEst III』を発売。今作も100万枚以上を売上げ、2000年のロック部門でアルバム・オブ・ザ・イヤ―（ゴールドディスク大賞）を受賞する。6月1日、デビュー15周年記念としてハワイのアロハ・スタジアムにて日本人アーティストとして初めてコンサートを開催し21000人を動員する。6月28日、33枚目のシングル『虹になりたい』を発売。今作は1998年に発売されたシングル『きっとどこかで』に並び40万-60万枚以上のヒットを記録した。7月20日、20枚目のアルバム『LANI KAI』を発売。出荷枚数は約35万枚。
2001年11月、2枚目のバラードベストアルバム『Melodies & Memories II』を発売。40万枚以上の出荷枚数を記録した。
2002年7月31日、22枚目のアルバム『good day sunshine』を発売。1991年に発売されたシングル曲「湘南My Love」が再録音されて収録され、2002年のフジテレビ系『めざましテレビ』のソングに採用されたこともあり20万枚以上の出荷枚数を記録。8月3日、建替のための取壊し工事が進んでいたナゴヤ球場で同球場での最後のライブ開催。2001年に同球場でのライブは最後となされていたが、取壊し工事がそれほど進んでおらず、また要望も強かったことから開催する運びとなった。
2003年1月、春夏秋冬4作のシングルを発表し、フジテレビ系『めざましテレビ』とタイアップすることが発表された。7月16日、23枚目のアルバム『OASIS』を発売。出荷枚数は約15万枚。7月19日、お台場特設野外会場でライブを開催。『めざましテレビ』の出演者らもライブに出演した。12月11日から2004年1月31日にかけて冬のライブツアー『冬でごめんね2003-2004』が開催された。
2004年1月1日、韓国で日本語音楽が全面解禁となる。同日ソウルにてスペシャルカウントダウンライブに日本人アーティストとして初出演。7月、24枚目のアルバム『夏景色』を発売。出荷枚数は約20万枚。11月17日から12月23日にかけてツアー「Boomerang St.」開催。カバー曲中心のセットリストでライブハウスを回った。
2005年5月14日から7月16日にかけてSEASIDE VIBRATIONと題したツアーを開催。全国7か所の海岸で1日楽しめるお祭りを実施。6月3日にデビュー20周年記念としてハワイ米軍基地でサンセットをバックにライブ。同月中旬、ボーカルの前田亘輝が暴力団幹部のパーティに出席していたことが発覚。事務所は「前田は友人から頼まれて出演した。相手が暴力団とは知らなかったというが、軽率な行為だった」と弁明している。この問題により、TUBEが歌う「全国豊かな海づくり大会」のテーマソング「海の唄」は使用されずにお蔵入りとなった。→ウィキニュース。7月20日、25枚目のアルバム『TUBE』を発売。出荷枚数は約10万枚。7月30日、前田の故郷である神奈川県厚木市で18000人を集め野外ライブ。
2006年6月21日、シングル『みんなのうみ』を発売。NHKの歌番組『みんなのうた』の2006年6・7月の放送曲に採用されたほか、絵本も発売される。
2007年はデビュー22年目にして、毎年恒例となっていた夏のシングル・オリジナルアルバムの発売がなく、TUBEとしての夏の活動は野外ライブ2公演のみであった。12月12日、19年ぶりとなる冬のアルバム『WINTER LETTER』を発売。出荷枚数は約5万枚。12月10日から12月29日にかけて冬のライブツアー『冬でごめんね〜WINTER LETTER〜』が開催された。
2008年7月12日・13日、前田の喉の不調により、名古屋センチュリーホールでのライブが順延となる。7月16日、28枚目のアルバム『Paradiso』を発売。約5年ぶりにオリコンチャートトップ3入りを記録した。
2009年7月8日、29thアルバム『Blue Splash』を発売。同日、グランドプリンスホテル新高輪「飛天テラスガーデン」に、TUBEプロデュースのビアガーデンが7月20日まで期間限定でオープン。

### 2010年代
2010年4月5日、「ふじさわ観光親善大使」に就任。5月15日、鵠沼海岸で野外ライブツアー「TUBE LIVE AROUND 2010 SEASIDE VIBRATION」をスタートさせた。TUBE史上初めて湘南海岸でライブイベントを行った。予定より1万人を上回る3万人を動員。今後同所でのライブが恒例化される可能性がある。さらに藤沢駅の発車音や市内の午後5時の時報にTUBEの楽曲が採用された。12月8日、52枚目のシングル『空と海があるように』リリース。シングルを冬にリリースしたのは2004年の『Miracle Game』以来6年ぶり。
2011年6月8日、同年3月11日に発生した東日本大震災（東北地方太平洋沖地震）のチャリティー企画として「RESTART JAPAN with TUBE」名義によりチャリティー・シングル『RESTART』を発売。
2013年7月17日、過去にリリースした映像作品をBlu-rayで一挙リリース。8月24日から25日にかけてニコニコ生放送にてTUBE×niconico 夏休み24時間特番「夏！TUBE！24時間SP」を放送。
2014年3月7日、公式Twitterを開設。3月11日、東日本復興応援番組「この声が届きますように3」を生配信。5月3日から7月20日にかけてTUBE LIVE AROUND 2014を公演。7月26日、4年ぶりに海開きした岩手県大槌町の吉里吉里海岸海水浴場でミニライブを開催。
2015年3月31日から4月1日にかけてニコニコ生放送にてTUBE 30th Anniversary特番『夏まで待てない！24時間ニコ生SP』を放送。デビュー記念日となる6月1日には日本武道館でライブ開催。7月5日、全国ツアー「TUBE LIVE AROUND 2015 Your TUBE＋My TUBE」東京エレクトロンホール宮城公演にて、通算1000本目のライブを達成した。7月15日、初のオールタイムベストアルバム『Best of TUBEst 〜All Time Best〜』を発売。9月23日、「阪神甲子園球場」ライブを開催。甲子園球場でのライブは、25回目となる本公演をもって終了することが発表された。11月20日、33枚目のアルバム『Your TUBE+My TUBE」が第57回日本レコード大賞「優秀アルバム賞」を受賞する。
2017年6月1日、ニコニコ動画にて、「TUBE DAY スペシャル」と題し、メンバーのインタビューや秘蔵映像、そして、この日行われた北海道・名寄市民文化センターでのライブより、新曲「VICTORY」のライブ映像が放送された。

### 2020年代
2020年6月24日、ノンストップミックスアルバム『35年で35曲 “夏と恋” 〜夏の数だけ恋したけど〜』『35年で35曲 “汗と涙” 〜涙は心の汗だから〜』を同時発売。12月9日、ノンストップミックスアルバム第3弾『35年で35曲 “愛と友” 〜僕のMelody 君のために〜』を発売。
2022年9月3日、「横浜スタジアム」ライブを開催。10月8日、「長岡 米百俵フェス 〜花火と食と音楽と〜2022」出演。
2023年8月26日、「横浜スタジアム」ライブを開催。
2024年2月18日、GACKTとのコラボレーションシングル『サヨナラのかわりに』を発売。4月1日、富山テレビ開局55周年アニバーサリーソング「PERFECT SMILE」のミュージック・ビデオを公開。7月13日、9年ぶり通算26回目の「阪神甲子園球場」ライブを甲子園球場100周年に開催。甲子園球場ライブ最多開催記録を更新。8月7日、DA PUMPとのコラボレーションシングル『真夏のじゅもん』を発売。8月24日、通算35回目となる「横浜スタジアム」ライブを開催。
2025年1月20日、富山テレビ・長野放送「卒うたプロジェクト」のための書き下ろし楽曲「同じ空の下で」を『前田亘輝YOU達HAPPY』内で初オンエア。この楽曲は2月26日に配信シングルとして発売された。4月2日、「あー40周年！TUBE 夏まで待てないので生配信」をYouTubeにて配信。デビュー40周年となる2025年の6大プロジェクトを紹介した。ビザ取得の関係で一時は開催が危ぶまれたものの、6月1日に「TUBE LIVE AROUND SPECIAL 2025.6.1at Tom Moffatt Waikiki Shell Hawaii」ライブを予定通り開催。6月11日、『All Singles TUBEst -Blue-』と『All Singles TUBEst -White-』を同時発売。

## NHK紅白歌合戦出場歴
| 年度/放送回               | 回 | 曲目               |
| ------------------------- | -- | ------------------ |
| 1993年（平成5年）/第44回  | 初 | 夏を待ちきれなくて |
| 1998年（平成10年）/第49回 | 2  | きっと どこかで    |

## サザンオールスターズとの関係
TUBEと同じく夏、海、湘南をテーマとした曲を多くヒットさせているサザンオールスターズとは、何かと比べられる事が多い。TUBEはデビュー前に参加したオーディションに、サザンオールスターズの曲で出場したことがある。このこともあり前田は「サザンオールスターズがいなかったら、バンドをやっていなかった」と2024年8月12日放送の『明石家紅白!』（NHK総合テレビ）で語っている。
2008年（平成20年）8月23日には偶然な事に、TUBEが横浜スタジアムで、サザンオールスターズが日産スタジアム（横浜国際総合競技場）で、それぞれ野外ライブを行なうという異例の事態となった。サザンオールスターズは同公演をもって一時活動休止となるため、7万人収容の横浜国際総合競技場が満員となった。
2012年（平成24年）冬には、ドラマーにサザンオールスターズの松田弘を迎えて、春畑道哉のソロツアーが行われた。また、春畑曰く、松田は「ゴルフを教えてくれる人」だという。
2013年（平成25年）8月9日にNHKで放送された、「復活!サザンオールスターズの流儀 35周年スペシャル」において、桑田佳祐が「俺達のとっておきの曲を」と言うニュアンスのコメントの後に「シーズン・イン・ザ・サン」を唄っている。その際にメロディーに乗せながら前田の名前を替え歌的に出している。
2013年（平成25年）8月31日には、TUBEが横浜スタジアムで「LIVE AROUND SPECIAL 2013 HANDMADE SUMMER」を、サザンオールスターズが茅ヶ崎公園野球場でツアーライブである「SUPER SUMMER LIVE 2013 灼熱のマンピー!!G★スポット解禁!!」の茅ヶ崎公演を行ったことで、またしても野外ライブが同日に開催される事態が起きている。メンバーの春畑/角野/松本の3人は8月10日に行われた横浜国際総合競技場公演を見に行ったという。

## 出演番組
- シーサイドバイブレーション（FM横浜）

## ディスコグラフィ
本項に記載されている作品は全て公式の物である。非公式、非売品、「参加作品」の作品を除くTUBEと関連しないオムニバス作品などは、非常に数多く存在するので一覧にしていない。

### 楽曲作品

#### シングル
| 発売順 | 発売日         | タイトル                                   | 楽曲制作                                                           | 最高位 | 収録アルバム               |
| ------ | -------------- | ------------------------------------------ | ------------------------------------------------------------------ | ------ | -------------------------- |
| 1st    | 1985年6月1日   | ベストセラー・サマー                       | 作詞：三浦徳子 作曲：鈴木キサブロー 編曲：武部聡志・鈴木キサブロー | 13位   | HEART OF SUMMER            |
| 2nd    | 1985年10月21日 | センチメンタルに首ったけ                   | 作詞：三浦徳子 作曲：鈴木キサブロー 編曲：長戸大幸                 | 64位   | OFF SHORE DREAMIN'         |
| 3rd    | 1986年4月21日  | シーズン・イン・ザ・サン                   | 作詞：亜蘭知子 作曲：織田哲郎 編曲：織田哲郎                       | 6位    | THE SEASON IN THE SUN      |
| 4th    | 1986年9月5日   | BECAUSE I LOVE YOU                         | 作詞：亜蘭知子 作曲：長戸大幸・西村麻聡 編曲：長戸大幸             | 13位   | BOYS ON THE BEACH          |
| 5th    | 1987年4月10日  | SUMMER DREAM                               | 作詞：亜蘭知子 作曲：織田哲郎 編曲：織田哲郎                       | 3位    | SUMMER DREAM               |
| 6th    | 1987年8月26日  | Dance With You                             | 作詞：亜蘭知子 作曲：栗林誠一郎 編曲：長戸大幸                     | 3位    | Twilight Swim              |
| 7th    | 1988年4月30日  | Beach Time                                 | 作詞：亜蘭知子 作曲：織田哲郎 編曲：織田哲郎                       | 4位    | Beach Time                 |
| 8th    | 1988年12月1日  | Remember Me                                | 作詞：前田亘輝 作曲：栗林誠一郎 編曲：明石昌夫                     | 12位   | Remember Me                |
| 9th    | 1989年6月1日   | SUMMER CITY                                | 作詞：前田亘輝 作曲：前田亘輝 編曲：和泉一弥                       | 12位   | SUMMER CITY                |
| 10th   | 1989年12月1日  | Stories                                    | 作詞：前田亘輝 作曲：春畑道哉 編曲：TUBE                           | 21位   | TUBEst                     |
| 11th   | 1990年5月21日  | あー夏休み                                 | 作詞：前田亘輝 作曲：春畑道哉・前田亘輝 編曲：TUBE                 | 10位   | N・A・T・S・U              |
| 12th   | 1991年5月2日   | 湘南My Love                                | 作詞：前田亘輝 作曲：春畑道哉 編曲：TUBE                           | 7位    | 湘南                       |
| 13th   | 1991年7月1日   | さよならイエスタデイ                       | 作詞：前田亘輝 作曲：春畑道哉 編曲：TUBE                           | 3位    | TUBEst II                  |
| 14th   | 1992年5月2日   | 夏だね                                     | 作詞：前田亘輝 作曲：春畑道哉 編曲：TUBE                           | 2位    | 納涼                       |
| 15th   | 1992年7月1日   | ガラスのメモリーズ                         | 作詞：前田亘輝 作曲：春畑道哉 編曲：TUBE                           | 5位    | TUBEst II                  |
| 16th   | 1993年5月12日  | 夏を待ちきれなくて                         | 作詞：前田亘輝 作曲：春畑道哉 編曲：TUBE                           | 1位    | 浪漫の夏                   |
| 17th   | 1993年7月1日   | だって夏じゃない                           | 作詞：前田亘輝 作曲：春畑道哉 編曲：TUBE                           | 1位    | TUBEst II                  |
| 18th   | 1994年5月11日  | 夏を抱きしめて                             | 作詞：前田亘輝 作曲：春畑道哉 編曲：TUBE                           | 1位    | 終わらない夏に             |
| 19th   | 1994年7月1日   | 恋してムーチョ                             | 作詞：前田亘輝 作曲：春畑道哉 編曲：TUBE                           | 6位    | TUBEst II                  |
| 20th   | 1994年10月15日 | Melodies & Memories                        | 作詞：前田亘輝 作曲：春畑道哉 編曲：TUBE                           | 3位    | Melodies & Memories        |
| 21st   | 1995年4月26日  | ゆずれない夏                               | 作詞：前田亘輝 作曲：春畑道哉 編曲：TUBE                           | 2位    | ゆずれない夏               |
| 22nd   | 1995年7月10日  | あの夏を探して                             | 作詞：前田亘輝 作曲：春畑道哉 編曲：TUBE                           | 2位    | TUBEst II                  |
| 23rd   | 1996年5月11日  | Only You 君と夏の日を                      | 作詞：前田亘輝 作曲：春畑道哉 編曲：TUBE                           | 9位    | Only Good Summer           |
| 24th   | 1997年5月21日  | 情熱                                       | 作詞：前田亘輝 作曲：春畑道哉 編曲：TUBE                           | 6位    | Bravo!                     |
| 25th   | 1997年8月8日   | Purity 〜ピュアティ〜                      | 作詞：前田亘輝 作曲：春畑道哉 編曲：TUBE                           | 33位   | Bravo!                     |
| 26th   | 1998年4月22日  | -純情-                                     | 作詞：前田亘輝 作曲：春畑道哉 編曲：TUBE                           | 13位   | HEAT WAVER                 |
| 27th   | 1998年6月3日   | -花火-                                     | 作詞：前田亘輝 作曲：春畑道哉 編曲：TUBE                           | 9位    | HEAT WAVER                 |
| 28th   | 1998年8月5日   | きっと どこかで                            | 作詞：前田亘輝 作曲：春畑道哉 編曲：TUBE・池田大介                 | 2位    | Blue Reef                  |
| 29th   | 1999年4月21日  | ひまわり                                   | 作詞：前田亘輝 作曲：春畑道哉 編曲：TUBE                           | 7位    | Blue Reef                  |
| 30th   | 1999年8月4日   | Yheei!                                     | 作詞：前田亘輝 作曲：春畑道哉 編曲：TUBE・池田大介                 | 18位   | TUBEst III                 |
| 31st   | 1999年10月20日 | IN MY DREAM                                | 作詞：前田亘輝 作曲：春畑道哉 編曲：TUBE・池田大介                 | 16位   | TUBEst III                 |
| 32nd   | 2000年4月12日  | Truth of Time                              | 作詞：前田亘輝 作曲：春畑道哉 編曲：TUBE                           | 10位   | LANI KAI                   |
| 33rd   | 2000年6月28日  | 虹になりたい                               | 作詞：前田亘輝 作曲：春畑道哉 編曲：TUBE・坂基文彦                 | 2位    | LANI KAI                   |
| 34th   | 2001年5月9日   | 月と太陽                                   | 作詞：前田亘輝 作曲：春畑道哉 編曲：TUBE・大島こうすけ             | 4位    | Soul Surfin' Crew          |
| 35th   | 2001年6月27日  | 初恋                                       | 作詞：前田亘輝 作曲：春畑道哉 編曲：TUBE・池田大介                 | 9位    | Soul Surfin' Crew          |
| 36th   | 2001年7月4日   | 燃える煙るモナムール                       | 作詞：前田亘輝 作曲：春畑道哉 編曲：TUBE・大島こうすけ             | 13位   | Soul Surfin' Crew          |
| 37th   | 2002年6月12日  | I'm in love you, good day sunshine         | 作詞：前田亘輝 作曲：春畑道哉 編曲：徳永暁人                       | 8位    | good day sunshine          |
| 38th   | 2002年7月10日  | 風に揺れるTomorrow                         | 作詞：前田亘輝 作曲：春畑道哉 編曲：TUBE                           | 8位    | good day sunshine          |
| 39th   | 2003年4月16日  | 青いメロディー                             | 作詞：前田亘輝 作曲：春畑道哉 編曲：TUBE・徳永暁人                 | 6位    | OASIS                      |
| 40th   | 2003年7月2日   | Let's go to the sea 〜OASIS〜              | 作詞：前田亘輝 作曲：春畑道哉 編曲：TUBE・大島こうすけ             | 5位    | OASIS                      |
| 41st   | 2003年10月22日 | 月光                                       | 作詞：前田亘輝 作曲：春畑道哉 編曲：TUBE                           | 9位    | 夏景色                     |
| 42nd   | 2004年1月28日  | プロポーズ                                 | 作詞：前田亘輝 作曲：春畑道哉 編曲：TUBE                           | 8位    | 夏景色                     |
| 43rd   | 2004年6月30日  | 夏祭り/涙を虹に                            | 作詞：前田亘輝 作曲：春畑道哉 編曲：TUBE                           | 5位    | 夏景色                     |
| 44th   | 2004年12月8日  | Miracle Game                               | 作詞：前田亘輝 作曲：春畑道哉 編曲：TUBE・大島こうすけ             | 10位   | TUBE                       |
| 45th   | 2005年6月1日   | SKY HIGH                                   | 作詞：前田亘輝 作曲：春畑道哉 編曲：TUBE                           | 12位   | TUBE                       |
| 46th   | 2005年8月10日  | Ding! Dong! Dang!                          | 作詞：前田亘輝 作曲：春畑道哉 編曲：TUBE                           | 13位   | B☆B☆Q                      |
| 47th   | 2006年6月21日  | みんなのうみ                               | 作詞：林柳波・前田亘輝 作曲：井上武士・春畑道哉 編曲：服部隆之     | 20位   | B☆B☆Q                      |
| 48th   | 2008年4月30日  | 蛍                                         | 作詞：前田亘輝 作曲：春畑道哉 編曲：TUBE・吉村龍太                 | 5位    | Paradiso                   |
| 49th   | 2008年6月25日  | Paradiso 〜愛の迷宮〜                      | 作詞：前田亘輝 作曲：春畑道哉 編曲：TUBE・大島こうすけ             | 13位   | Paradiso                   |
| 50th   | 2009年6月10日  | Summer Greeting                            | 作詞：前田亘輝 作曲：春畑道哉 編曲：TUBE                           | 8位    | Blue Splash                |
| 51st   | 2010年6月2日   | 灼熱らぶ                                   | 作詞：前田亘輝 作曲：春畑道哉 編曲：TUBE                           | 8位    | Surprise!                  |
| 52nd   | 2010年12月8日  | 空と海があるように                         | 作詞：前田亘輝 作曲：春畑道哉 編曲：TUBE                           | 8位    | RE-CREATION                |
| 53rd   | 2011年7月6日   | A Day In The Summer 〜想い出は笑顔のまま〜 | 作詞：前田亘輝 作曲：春畑道哉 編曲：TUBE・佐藤晶                   | 8位    | RE-CREATION                |
| 54th   | 2011年8月24日  | Touch Happy!                               | 作詞：前田亘輝 作曲：春畑道哉 編曲：ピストン西沢                   | 14位   | All Singles TUBEst -White- |
| 55th   | 2012年5月9日   | いつも、いつまでも                         | 作詞：前田亘輝 作曲：春畑道哉 編曲：武部聡志                       | 9位    | SUMMER ADDICTION           |
| 56th   | 2015年4月8日   | いまさらサーフサイド                       | 作詞：前田亘輝 作曲：春畑道哉 編曲：鳥山雄司                       | 6位    | Your TUBE + My TUBE        |
| 57th   | 2015年6月2日   | SUMMER TIME                                | 作詞：前田亘輝 作曲：春畑道哉 編曲：鳥山雄司                       | 5位    | Your TUBE + My TUBE        |
| 58th   | 2015年10月7日  | TONIGHT                                    | 作詞：前田亘輝 作曲：春畑道哉 編曲：鳥山雄司                       | 8位    | All Singles TUBEst -White- |
| 59th   | 2015年12月16日 | 灯台                                       | 作詞：前田亘輝 作曲：春畑道哉 編曲：鳥山雄司                       | 9位    | All Singles TUBEst -White- |
| 60th   | 2016年7月6日   | RIDE ON SUMMER                             | 作詞：前田亘輝 作曲：春畑道哉 編曲：Jin Nakamura                   | 11位   | All Singles TUBEst -White- |
| 61st   | 2018年7月25日  | 夏が来る!                                  | 作詞：前田亘輝 作曲：春畑道哉 編曲：TUBE                           | 10位   | 日本の夏からこんにちは     |
| 62nd   | 2021年6月30日  | BLUE WINGS                                 | 作詞：前田亘輝 作曲：春畑道哉 編曲：TUBE                           | 6位    | All Singles TUBEst -White- |
| 63rd   | 2022年6月22日  | 夏立ちぬ                                   | 作詞：前田亘輝 作曲：春畑道哉 編曲：TUBE                           | 14位   | All Singles TUBEst -White- |

##### DVDビデオシングル
| 発売順 | 発売日        | タイトル       | 楽曲制作                                 | 収録アルバム |
| ------ | ------------- | -------------- | ---------------------------------------- | ------------ |
| 1st    | 2005年8月17日 | ジラされて熱帯 | 作詞：前田亘輝 作曲：春畑道哉 編曲：TUBE | TUBE         |

##### 配信シングル
| 発売順 | 発売日        | タイトル               | 楽曲制作                                                               | 収録アルバム               |
| ------ | ------------- | ---------------------- | ---------------------------------------------------------------------- | -------------------------- |
| 1st    | 2023年8月16日 | WeTube〜夏やろうの夏〜 | 作詞：前田亘輝・ヤマモトショウ 作曲：春畑道哉 編曲：南田健吾・福島貴夫 | All Singles TUBEst -White- |
| 2nd    | 2024年9月15日 | PERFECT SMILE          | 作詞：前田亘輝・ヤマモトショウ 作曲：春畑道哉 編曲：TUBE               | All Singles TUBEst -White- |
| 3rd    | 2025年2月26日 | 同じ空の下で           | 作詞：松本玲二・ヤマモトショウ 作曲：春畑道哉 編曲：TUBE               | All Singles TUBEst -White- |

##### コラボレーション・シングル
| 発売順 | 発売日        | タイトル                         | 歌手名             | 楽曲制作                                                                      | 収録アルバム |
| ------ | ------------- | -------------------------------- | ------------------ | ----------------------------------------------------------------------------- | ------------ |
| 1st    | 2024年2月28日 | サヨナラのかわりに               | TUBE×GACKT         | 作詞・作曲・編曲：TUBE×GACKT                                                  | TUBE×        |
| 2nd    | 2024年8月7日  | 真夏のじゅもん                   | TUBE×DA PUMP       | 作詞：前田亘輝・ヤマモトショウ 作曲：春畑道哉 編曲：TUBE・ヤマモトショウ・Mwk | TUBE×        |
| 3rd    | 2025年6月25日 | ロマンス・イン・ザ・サン         | TUBE×広瀬香美      | 作詞・作曲・編曲：広瀬香美                                                    | TUBE×        |
| 4th    | 2025年7月2日  | ファミリー・サマー・バケーション | TUBE×FRUITS ZIPPER | 作詞・作曲・編曲：ヤマモトショウ                                              | TUBE×        |

#### アルバム

##### オリジナル・アルバム
| 発売順 | 発売日         | タイトル               | 最高位 |
| ------ | -------------- | ---------------------- | ------ |
| 1st    | 1985年7月1日   | HEART OF SUMMER        | 29位   |
| 2nd    | 1985年12月1日  | OFF SHORE DREAMIN'     | 62位   |
| 3rd    | 1986年6月1日   | THE SEASON IN THE SUN  | 3位    |
| 4th    | 1986年12月1日  | BOYS ON THE BEACH      | 6位    |
| 5th    | 1987年5月21日  | SUMMER DREAM           | 2位    |
| 6th    | 1987年11月21日 | Twilight Swim          | 7位    |
| 7th    | 1988年5月21日  | Beach Time             | 3位    |
| 8th    | 1988年12月21日 | Remember Me            | 10位   |
| 9th    | 1989年6月21日  | SUMMER CITY            | 6位    |
| 10th   | 1990年6月15日  | N・A・T・S・U          | 2位    |
| 11th   | 1991年5月29日  | 湘南                   | 3位    |
| 12th   | 1992年6月13日  | 納涼                   | 1位    |
| 13th   | 1993年6月16日  | 浪漫の夏               | 1位    |
| 14th   | 1994年6月15日  | 終わらない夏に         | 1位    |
| 15th   | 1995年6月17日  | ゆずれない夏           | 2位    |
| 16th   | 1996年6月10日  | Only Good Summer       | 1位    |
| 17th   | 1997年7月1日   | Bravo!                 | 2位    |
| 18th   | 1998年7月1日   | HEAT WAVER             | 2位    |
| 19th   | 1999年6月12日  | Blue Reef              | 3位    |
| 20th   | 2000年7月20日  | LANI KAI               | 2位    |
| 21st   | 2001年7月18日  | Soul Surfin' Crew      | 4位    |
| 22nd   | 2002年7月31日  | good day sunshine      | 2位    |
| 23rd   | 2003年7月16日  | OASIS                  | 3位    |
| 24th   | 2004年7月22日  | 夏景色                 | 3位    |
| 25th   | 2005年7月20日  | TUBE                   | 4位    |
| 26th   | 2006年7月12日  | B☆B☆Q                  | 4位    |
| 27th   | 2007年12月12日 | WINTER LETTER          | 7位    |
| 28th   | 2008年7月16日  | Paradiso               | 3位    |
| 29th   | 2009年7月8日   | Blue Splash            | 7位    |
| 30th   | 2010年7月7日   | Surprise!              | 4位    |
| 31st   | 2011年7月20日  | RE-CREATION            | 3位    |
| 32nd   | 2012年6月27日  | SUMMER ADDICTION       | 3位    |
| 33rd   | 2015年6月17日  | Your TUBE + My TUBE    | 4位    |
| 34th   | 2020年7月8日   | 日本の夏からこんにちは | 3位    |

###### ミニ・アルバム
| 発売順 | 発売日        | タイトル  | 最高位 |
| ------ | ------------- | --------- | ------ |
| 1st    | 1992年4月15日 | Smile     | 2位    |
| 2nd    | 1993年4月21日 | Say Hello | 4位    |
| 3rd    | 2017年6月7日  | sunny day | 3位    |

##### ベスト・アルバム
| 発売順 | 発売日         | タイトル                         | 最高位 |
| ------ | -------------- | -------------------------------- | ------ |
| 1st    | 1989年12月21日 | TUBEst                           | 5位    |
| 2nd    | 1996年4月1日   | TUBEst II                        | 3位    |
| 3rd    | 2000年5月13日  | TUBEst III                       | 1位    |
| 4th    | 2015年7月15日  | Best of TUBEst 〜All Time Best〜 | 2位    |
| 5th    | 2025年6月11日  | All Singles TUBEst -Blue-        | 5位    |
| 5th    | 2025年6月11日  | All Singles TUBEst -White-       | 6位    |

###### バラード・ベスト・アルバム
| 発売順 | 発売日         | タイトル               | 最高位 |
| ------ | -------------- | ---------------------- | ------ |
| 1st    | 1994年11月16日 | Melodies & Memories    | 1位    |
| 2nd    | 2001年11月21日 | Melodies & Memories II | 5位    |

##### リミックス・アルバム
| 発売順 | 発売日        | タイトル                                      | 最高位 |
| ------ | ------------- | --------------------------------------------- | ------ |
| 1st    | 2010年7月7日  | MIX TUBE-Remixed by Piston Nishizawa-         | 13位   |
| 2nd    | 2020年6月24日 | 35年で35曲 “夏と恋” 〜夏の数だけ恋したけど〜  | 7位    |
| 2nd    | 2020年6月24日 | 35年で35曲 “汗と涙” 〜涙は心の汗だから〜      | 8位    |
| 3rd    | 2020年12月9日 | 35年で35曲 “愛と友” 〜僕のMelody 君のために〜 | 15位   |

##### コラボレーション・アルバム
| 発売順 | 発売日           | タイトル | 最高位 |
| ------ | ---------------- | -------- | ------ |
| 1st    | 2025年8月6日予定 | TUBE×    |        |

#### その他
「公式作品」は「シングル」と「アルバム」に該当しない公式の楽曲の作品を指し、「参加作品」は新たに作曲した楽曲やカバー収録した楽曲の作品などを指す。

##### 公式作品
| 発売順 | 発売日        | タイトル                | 備考 | 最高位 |
| ------ | ------------- | ----------------------- | --- | ------ |
| 1st    | 1988年7月1日  | My Favorite Songs       | CBS・ソニー創立20周年記念作品。 | 28位   |
| 2nd    | 1991年9月15日 | オリジナル・カラオケ    | 全4曲、オフヴォーカルで構成(#1,4はシングル・カセットより選曲)。 1. 湘南My Love 2. 夏よ走れ 3. Smile And Peace 4. さよならイエスタデイ |        |
| 3rd    | 2000年4月17日 | SHA LA LA / Remember Me | 「TUBE with Friends」名義で自身達が企画したハワイ盤限定シングル。                                                                     |        |
| 4th    | 2011年6月8日  | RESTART                 | 「RESTART JAPAN with TUBE」名義で、自身達が企画したシングル。                                                                         | 8位    |

##### 参加作品
| 発売日                                          | タイトル                                                   | 備考 |
| ----------------------------------------------- | ---------------------------------------------------------- | --- |
| 1997年4月23日                                   | 60 CANDLES                                                 | 加山雄三のトリビュート・アルバム。「君のために」の1曲をカバー収録している。 |
| 2001年10月24日                                  | PROJECT 2002 The Monsters                                  | オムニバス・アルバム。TUBEのシングル35作目「初恋」のB面より1曲の選曲と、今作初出のリミックス曲として「Dreams of Asia」の1曲と合計2曲が収録されている。また、「Dreams of Asia」はシン・スンフンとのデュエットとなっている。           |
| 2002年4月22日（韓国盤） 2002年5月29日（日本盤） | 2002 FIFA WORLD CUP OFFICIAL ALBUM 〜SONG OF KOREA/JAPAN〜 | オムニバス・アルバム。韓国盤では今作初出のリミックス曲として「Smile〜For Tomorrow's Friends〜」の1曲と、日本盤では今作初出のオリジナル曲として「I will follow」の1曲と合計2曲が収録されている。                                      |
| 2004年3月31日                                   | めざましsongs                                              | オムニバス・アルバム。TUBEのシングル34作目「月と太陽」のA面より1曲とTUBEのシングル39作目「青いメロディー」のA面より1曲と計2曲の選曲に加え、今作初出のリミックス曲として「月と太陽 (Guitar Version)」の1曲と合計3曲が収録されている。 |
| 2005年4月6日                                    | Duet                                                       | ケニー・Gのアルバム。日本盤のみ、今作初出のリミックス曲として「プロポーズ (Duet with TUBE)」の1曲がボーナストラックとして収録されている。                                                                                            |
| 2005年6月15日                                   | Oh!サマー                                                  | NO PLANのシングル。A面とそのオフヴォーカル版を含めた合計2曲が収録されている。また、コラボレーション楽曲の為、作詞や演奏などを担当しているがボーカルのみ担当していない。                                                              |
| 2016年11月2日                                   | 25thプレイリスト                                           | 広瀬香美のアルバム。「ゲレンデがとけるほど恋したい2016」で編曲、演奏を担当している。 |
| 2024年8月14日                                   | 五十年祭                                                   | THE ALFEE初のトリビュート・アルバム。「星空のディスタンス」をハワイアンテイストでカバー。 |

### 映像作品
ライブ映像やドキュメント映像などを収録した作品の一覧である。一部の作品のライブ映像では彼らのソロの楽曲、または「楽曲作品」に記載されていないいわゆる未発表の楽曲なども演奏されている。
| 発売順 | 発売日         | タイトル                                                              |
| ------ | -------------- | --------------------------------------------------------------------- |
| 1st    | 1986年6月21日  | THE ISLAND IN THE SUN                                                 |
| 2nd    | 1987年6月21日  | SUMMER DREAM                                                          |
| 3rd    | 1987年11月28日 | Best Collection On The Beach                                          |
| 4th    | 1988年11月21日 | 熱帯夜LIVE〜夕方チャンス到来〜                                        |
| 5th    | 1989年8月2日   | 5th SUMMER                                                            |
| 6th    | 1989年9月21日  | TUBE LIVE AROUND SPECIAL SUN=SEA=GO                                   |
| 7th    | 1990年7月21日  | N・A・T・S・U                                                         |
| 8th    | 1990年12月20日 | TUBE LIVE AROUND SPECIAL 嗚呼!! 夏休み                                |
| 9th    | 1991年7月25日  | 暑中見舞                                                              |
| 10th   | 1992年7月22日  | 夏だね//さよならイエスタデイ                                          |
| 11th   | 1992年11月21日 | TUBE LIVE AROUND SPECIAL STADIUM TOUR '92'                            |
| 12th   | 1993年7月21日  | 真夏まで 7500 Miles〜Video Clips '93 in MIAMI                         |
| 13th   | 1994年7月21日  | 世界の果てまで夏だった '94 IN MEXICO                                  |
| 14th   | 1994年12月12日 | TUBE LIVE AROUND SPECIAL '94 F・S・F The Concert                      |
| 14th   | 1994年12月12日 | TUBE LIVE AROUND SPECIAL '94 F・S・F The Documentary                  |
| 15th   | 1995年7月21日  | 世界の果てまで夏だった '95 IN 南太平洋                                |
| 16th   | 1996年7月1日   | 世界の果てまで夏だった '96 IN California                              |
| 17th   | 1996年12月12日 | TUBE LIVE AROUND SPECIAL '96 ONLY GOOD SUMMER                         |
| 18th   | 1998年11月21日 | TUBE LIVE AROUND SPECIAL '98 HEAT WAVER                               |
| 19th   | 2000年9月20日  | TUBE LIVE AROUND SPECIAL June.1.2000 in Aloha Stadium                 |
| 20th   | 2001年12月5日  | TUBE LIVE AROUND SPECIAL 2001 Soul Surfin' Crew LIVE & DOCUMENTARY    |
| 21st   | 2004年3月23日  | 春夏秋冬2003-04〜いつも恋には色がある〜                               |
| 22nd   | 2004年12月8日  | TUBE LIVE AROUND SPECIAL 2004 あー夏祭り                              |
| 23rd   | 2005年7月20日  | TUBE CLIPS + Fan's choice                                             |
| 24th   | 2006年4月5日   | 20th Summer                                                           |
| 25th   | 2007年12月12日 | TUBE LIVE AROUND SPECIAL 2007 夏燦舞                                  |
| 26th   | 2008年4月30日  | TUBE LIVE AROUND 2007 冬でごめんね 〜WINTER LETTER〜                  |
| 27th   | 2008年12月24日 | TUBE LIVE AROUND SPECIAL 2008 Paradiso〜夏のハラペーニョ〜            |
| 28th   | 2009年11月11日 | TUBE LIVE AROUND 2009〜We're Buddy〜 LIVE & DOCUMENTARY               |
| 29th   | 2011年4月13日  | TUBE 25th Summer -DVD BOX-                                            |
| 29th   | 2011年4月13日  | TUBE 25th Summer -Blu-ray BOX-                                        |
| 29th   | 2011年4月13日  | TUBE 3D Live -Surprise!- Live Around Special 2010 in Yokohama Stadium |
| 30th   | 2012年12月19日 | TUBE LIVE AROUND SPECIAL 2012 -SUMMER ADDICTION-                      |
| 31st   | 2013年11月27日 | TUBE LIVE AROUND SPECIAL 2013 HANDMADE SUMMER                         |
| 32nd   | 2016年6月1日   | TUBE 30th Summer 感謝熱烈 YEAR!!!                                     |
| 33rd   | 2017年11月15日 | TUBE 2017 横浜スタジアム sunny day 〜Live&Back Stage〜 + 2016 大晦日  |
| 34th   | 2018年12月26日 | TUBE LIVE AROUND SPECIAL 2018 夏が来た! 〜Yokohama Stadium 30 Times〜 |
| 35th   | 2019年10月2日  | H→R 2017 Winter “Unknown 4” & 2019 Summer “SHR”                       |
| 36th   | 2020年12月23日 | TUBE LIVE AROUND SPECIAL 2019~2020 “at Stadium & at Home”             |
| 37th   | 2021年12月22日 | TUBE LIVE AROUND 2021 BLUE WINGS                                      |
| 38th   | 2022年12月21日 | TUBE LIVE AROUND SPECIAL 2022 Reunion 〜Live & Documentary〜          |
| 39th   | 2023年12月27日 | TUBE LIVE AROUND SPECIAL 2023 TUBE JAMBOREE                           |
| 40th   | 2024年11月20日 | TUBE LIVE AROUND SPECIAL 2024 SUN CUE 4 OAR ～2 Stadiums～            |

### 書籍作品

#### データブック
| 発売順 | 発売日         | タイトル                             | 備考 |
| ------ | -------------- | ------------------------------------ | --- |
| 1st    | 1987年7月20日  | BOYS LIFE                            | CBS・ソニー出版 著者:藤井徹貫、高山真由美 |
| 2nd    | 1988年7月15日  | BEACH TIME                           | 学習研究社 |
| 3rd    | 1994年11月18日 | BLUE MEMORIES                        | 学習研究社 著者:TUBE |
| 4th    | 1995年11月1日  | FIGHT!                               | 学習研究社 TUBE初のLIVE写真集 |
| 5th    | 2000年5月16日  | Truth of Hawaiian Time               | シンコーミュージック |
| 6th    | 2000年8月8日   | 地球音楽ライブラリー チューブ        | TOKYO FM出版 著者:藤井徹貫、富岡桂子 |
| 7th    | 2002年4月2日   | 終わらない旅                         | TOKYO FM出版 著者:藤井徹貫 |
| 8th    | 2005年10月10日 | SUMMER LIVE PHOTO STORY 1986‐2005    | TOKYO FM出版 著者:藤井徹貫 |
| 9th    | 2006年7月17日  | みんなのうみ                         | サンクチュアリ・パブリッシング 文:前田亘輝、林柳波 & 絵:なかむらみつる TUBEのシングル46作目「みんなのうみ」の作品をモチーフにしたTUBE初の絵本 |
| 10th   | 2006年7月20日  | 地球音楽ライブラリー チューブ 改訂版 | TOKYO FM出版 著者:藤井徹貫、富岡桂子、牧野りえ                                                                                                |
| 11th   | 2010年6月20日  | TUBE250Q                             | ぴあ |

#### スコアブック
| 発売順 | 発売日         | タイトル                       | 備考                                               |
| ------ | -------------- | ------------------------------ | -------------------------------------------------- |
| 1st    | 1986年8月10日  | シーズン・イン・ザ・サン       | バンド・スコア リットーミュージック                |
| 1st    | 1986年9月25日  | シーズン・イン・ザ・サン       | バンド・スコア 東京音楽書院                        |
| 2nd    | 1986年10月20日 | TUBE SPECIAL                   | バンド・スコア ドレミ楽譜出版社                    |
| 3rd    | 1988年9月25日  | TUBE VERY BEST                 | バンド・スコア 東京音楽書院                        |
| 3rd    | 1988年9月25日  | TUBE COLLECTION                | ピアノ弾き語りスコア 東京音楽書院                  |
| 4th    | 1993年8月25日  | TUBE BEST                      | バンド・スコア 東京音楽書院                        |
| 4th    | 1993年8月25日  | TUBE BEST COLLECTION           | ピアノ弾き語りスコア 東京音楽書院                  |
| 5th    | 1993年10月30日 | TUBE BEST SONGS                | ピアノ弾き語りスコア ドレミ楽譜出版社              |
| 6th    | 1993年11月30日 | TUBE Best File                 | ギター弾き語りスコア ドレミ楽譜出版社              |
| 7th    | 1994年7月25日  | TUBE BEST SCORE                | バンド・スコア 東京音楽書院                        |
| 8th    | 1994年7月30日  | TUBE BEST OF BEST              | ピアノ弾き語りスコア ドレミ楽譜出版社              |
| 8th    | 1994年7月30日  | TUBE BEST COLLECTION           | バンド・スコア ドレミ楽譜出版社                    |
| 9th    | 1995年7月25日  | TUBE BEST SCORE                | バンド・スコア 東京音楽書院                        |
| 9th    | 1995年7月25日  | TUBE BEST COLLECTION           | ピアノ弾き語りスコア 東京音楽書院                  |
| 10th   | 1998年8月25日  | TUBE Best Score                | バンド・スコア 東京音楽書院                        |
| 10th   | 1998年8月25日  | TUBE Best Collection'98        | ピアノ弾き語りスコア 東京音楽書院                  |
| 11th   | 1998年12月10日 | TUBE Melodies & Memories       | ピアノ弾き語りスコア ドレミ楽譜出版社              |
| 12th   | 1999年6月19日  | TUBE Best Collection'99        | ピアノ弾き語りスコア 東京音楽書院                  |
| 13th   | 1999年7月25日  | TUBE Blue Reef & Best          | バンド・スコア シンコーミュージック & 東京音楽書院 |
| 14th   | 1999年9月12日  | TUBE Songbook                  | ギター弾き語りスコア シンコーミュージック          |
| 15th   | 2000年8月4日   | TUBE Songbook 〜虹になりたい〜 | ギター弾き語りスコア シンコーミュージック          |
| 16th   | 2000年8月25日  | TUBE LANI KAI & BEST           | ピアノ弾き語りスコア 東京音楽書院                  |
| 17th   | 2000年10月25日 | TUBE BEST SCORE'00             | バンド・スコア 東京音楽書院                        |
| 18th   | 2001年7月25日  | TUBE BEST SCORE'01             | バンド・スコア 東京音楽書院                        |
| 18th   | 2001年7月25日  | TUBE BEST'01                   | バンド・スコア&ギター弾き語りスコア 東京音楽書院   |
| 19th   | 2010年11月3日  | TUBE Songbook 改訂版           | ギター弾き語りスコア シンコーミュージック          |

## 歴代コンサートツアー
TUBEのツアータイトルは、基本的にホールツアーが『TUBE LIVE AROUND』・野外ツアーを『TUBE LIVE AROUND SPECIAL』と銘打っている。このようなライブタイトルはビーイング系アーティストによく見られる。
スタジアムライブを精力的に行っており、その中でも横浜スタジアム、ナゴヤ球場、阪神甲子園球場では数多く開催された。特に阪神甲子園球場ではスタジアムライブ開催には多くの制約があるため余程のことがない限り開催が許可されない中で、1991年から2015年まで毎年開催を続けてきた。なお、同球場でのライブは一旦2015年の開催をもって終了したが、開場100周年を迎えた2024年、9年ぶりにスタジアムライブを開催した。（当初は2020年にも開催予定であったがコロナ禍もあり開催中止となった）。
| 日程                           | ツアータイトル                                                                                | 会場 | 備考 |
| ------------------------------ | --------------------------------------------------------------------------------------------- | --- | --- |
| 1985年5月30日                  | コンベンションLIVE                                                                            | 全1会場・1公演 東京プリンスホテル | |
| 1985年7月28日- 1985年8月10日   | シーサイドバンド・ハプニング・ツアー                                                          | 全5会場・6公演 SEA江ノ島ステージ、江ノ島LIONマリンハウス、三浦海岸フェスティバル、江ノ島西浜海岸・資生堂特設ステージ、茅ヶ崎市民文化会館 | |
| 1985年11月24日                 | OFF SHORE DREAMIN'                                                                            | 全1会場・1公演 逗子マリーナ | |
| 1986年5月8日- 1998年8月18日    | 夏まで待てない Sea-Side Vibration'86                                                          | 全29会場・29公演 稚内総合文化センター、名寄市民会館、士別市民会館、網走市民会館、北見市民会館、赤平市民文化会館、江別市民会館、岩見沢市民会館、滝川市文化会館、千歳市民文化センター、札幌市教育文化会館、倶知安町文化福祉センター、京都会館第二ホール、大阪厚生年金会館中ホール、金沢市民文化ホール、広島東区文化センター、東京郵便貯金会館、神奈川県立音楽堂、名古屋市民中ホール、熊本市民会館、岩手県民会館、秋田市文化会館、八戸市公会堂、仙台電力ホール、松戸市民会館、日比谷野外音楽堂、大阪南港フェリーターミナル前広場、福岡郵便貯金会館、鹿児島市民文化第二ホール | ‐ |
| 1986年11月9日                  | 横浜商科大学 学園祭                                                                           | 全1会場・1公演 横浜商科大学 | ‐ |
| 1986年11月14日- 1987年2月9日   | TUBE LIVE AROUND CHIKOKU-GENKIN                                                               | 全35会場・35公演 浦安市文化会館、沼津市民文化センター、渋谷公会堂、福井フェニックスプラザ、富山市公会堂、長野市民会館、山梨県立県民ホール、神奈川県立県民ホール、前橋市民文化会館、浜松市民会館、広島厚生年金会館、名古屋市公会堂、大阪厚生年金会館大ホール、神戸国際会館、鹿児島県文化センター、宮崎市民会館、福岡サンパレスホール、熊本市民会館、浦安市文化センター、北海道厚生年金会館、函館市民会館、岩手県民会館、青森市文化会館、秋田市文化会館、宮城県民会館、山形県民会館、千葉県文化会館、茨城県立県民文化センター、静岡市民文化会館大ホール、京都会館第一ホール、石川厚生年金会館、新潟県民会館、宇都宮市文化会館、厚木市文化会館、新潟厚生年金会館 | ‐ |
| 1987年5月9日- 1987年7月28日    | TUBE LIVE AROUND FACE THE BIG WAVE                                                            | 全33会場・36公演 市川市文化会館、中野サンプラザホール、浦和市文化センター、豊橋勤労福祉会館、一宮市民会館、足利市民会館、茨城県民文化センター、高知県県民文化ホール、徳島市文化センター、大阪厚生年金会館、石川厚生年金会館、愛知厚生年金会館、福岡サンパレス、九州厚生年金会館、長崎市公会堂、鹿児島市民文化ホール、熊本市民会館、新潟県民会館、宇都宮市文化会館、京都会館第一ホール、神戸国際会館、藤沢市民会館、静岡市民文化会館、川崎産業文化会館、千葉県文化会館、岐阜市民会館、松山市民会館、高松市民会館、宮城県民会館、北海道厚生年金会館、福岡サンパレス、広島郵便貯金会館、神戸国際会館、石川厚生年金会館 | ‐ |
| 1987年7月29日- 1987年8月30日   | KIRIN LEMON SPECIAL TUBE COOL SHOWER LIVE                                                     | 全5会場・6公演 名古屋城深井丸、大阪スタヂアム、京都しょうざん、よみうりランドEAST、沖縄万座BEACH | ‐ |
| 1987年11月21日- 1988年2月25日  | TUBE LIVE AROUND HOLD YOUR DREAMS                                                             | 全35会場・39公演 戸田市文化会館、市川市文化会館、宇都宮市文化会館、山梨県民文化ホール、姫路市文化センター、和歌山市民会館、神戸国際会館、京都会館第一ホール、群馬県民会館、秋田県民会館、山形県民会館、岩手県民会館、郡山市民文化センター、長野県民文化会館、新潟県民会館、福井フェニックスプラザ、富山市公会堂、越谷市民ホール、神奈川県立県民会館、静岡市民文化会館、宮城県民会館、八戸市公会堂、名古屋市民会館、旭川市民文化会館、帯広市民会館、北海道厚生年金会館、千葉県文化会館、熊本市民会館、大分文化会館、福岡サンパレス、宮崎市民会館、鹿児島市民文化ホール、広島郵便貯金会館、大阪フェスティバルホール、日本武道館 | ‐ |
| 1988年8月4日- 1988年8月28日    | TUBE 熱帯夜LIVE 夕方チャンス到来                                                              | 全7会場・7公演 真駒内オープンスタジアム、小牧市民球場、※(株)CBSソニーグループ静岡工場駐車場、横浜スタジアム、大阪スタヂアム、三井グリーンランド、猪苗代リゾート | CBSソニーの創立20周年記念コンサートであり、ほぼ同様のセットリストを無料で実施された。 |
| 1989年1月10日- 1989年5月2日    | TUBE LIVE AROUND KEEPING THE FACE                                                             | 全43会場・51公演 宇都宮文化会館、大宮ソニックシティ、茨城県民文化センター、山梨県民文化ホール、宮城県民会館、千葉県文化会館、名古屋市民会館、徳島市文化会館、広島郵便貯金会館、岡山市民会館、島根県民会館、滋賀県立草津文化芸術会館、大阪厚生年金会館、神戸文化ホール、日本武道館、静岡市民文化会館、和歌山市民会館、奈良県文化会館、京都会館第一ホール、福岡サンパレス、長崎市公会堂、鹿児島県民文化センター、宮崎市民会館、佐伯文化会館、郡山市民文化センター、湯沢文化会館、秋田市文化会館、青森市文化会館、室蘭市文化センター、苫小牧市民会館、帯広市文化ホール、北見市民会館、旭川市民文化会館、千歳市民文化センター、函館市民会館、北海道厚生年金会館、豊橋勤労福祉会館、岐阜市民会館、四日市市文化会館、金沢観光会館、長野県民文化会館、柏崎市民会館、新潟県民会館 | |
| 1989年6月3・4日                | TUBE LIVE AROUND SPECIAL SUN=SEA=GO!                                                          | 全1会場・2公演 国立代々木競技場 | ‐ |
| 1989年8月5日- 1989年8月27日    | TUBE LIVE AROUND SPECIAL '89 SUMMER CARNIVAL                                                  | 全4会場・4公演 仙台泉パークタウンスポーツガーデン、門司区西海岸埋立地特設ステージ、大阪スタヂアム、横浜スタジアム | ‐ |
| 1989年12月12日- 1989年12月23日 | TUBE LIVE AROUND SPECIAL '89 SUMMER CARNIVAL ENCORE 〜冬でごめんね〜                          | 全6会場・6公演 福島県文化センター、名古屋市民会館、福岡サンパレス、北海道厚生年金会館、広島郵便貯金会館、神戸国際会館 | ‐ |
| 1990年4月14日- 1990年7月15日   | Some Time Presents TUBE LIVE AROUND BE NATURAL                                                | 全46会場・50公演 昭島市民会館、大阪厚生年金会館、東京厚生年金会館、四日市市文化会館、名古屋市民会館、神戸国際会館、京都会館第一ホール、下関市民会館、メルパルクホール広島、岡山市民会館、島根県民会館、延岡総合文化センター、福岡サンパレス、鹿児島県民文化センター、松山市民会館、香川県民ホール、徳島文化センター、焼津市文化センター、垂井町文化会館、新潟県民会館、宇都宮市文化会館、青森市文化会館、秋田県民会館、イズミティ21、郡山市民文化センター、湯沢文化会館、釜石市民文化会館、北海道厚生年金会館、釧路市民文化会館、帯広市民文化ホール、石川厚生年金会館、福井フェニックスプラザ、大宮ソニックシティ、千葉県文化会館、神奈川県立県民ホール、越谷コミュニティセンター、茨城県民文化センター、群馬県民会館、長野県県民文化会館、富山市公会堂、紀南文化会館大ホール、八尾市文化会館、豊中市立市民会館大ホール、彦根市民会館大ホール、横須賀市文化会館、綾瀬市文化会館 | |
| 1990年7月28日- 1990年9月1日    | Some Time Presents TUBE LIVE AROUND SPECIAL 嗚呼!夏休み                                       | 全5会場・5公演 浜田市営陸上競技場特設ステージ、名古屋城深井丸特設ステージ、六甲アイランドPOP緑の丘特設ステージ、千葉マリンスタジアム、沖縄市民会館 | ‐ |
| 1991年4月13日- 1991年7月14日   | TUBE LIVE AROUND '91 楽園宣言                                                                 | 全41会場・47公演 秦野市文化会館、茨城県民文化センター、大宮ソニックシティ、群馬県民会館、千葉県文化会館、神奈川県立県民ホール、神戸国際会館、京都会館第一ホール、大阪厚生年金会館、名古屋国際会議場センチュリーホール、宇都宮市文化会館、郡山市民文化センター、東京厚生年金会館、鹿児島県文化センター、熊本市民会館、松山市民会館、香川県県民ホール、徳島文化センター、新潟県民会館、長野県民文化会館、石川厚生年金会館、静岡市民文化会館、豊橋勤労福祉会館、下呂観光会館、碧南市文化会館、八尾市文化会館、吹田メイシアター、加古川市民会館、青森市文化会館、秋田県民会館、山形県民会館、宮城県民会館、北海道厚生年金会館、旭川市民文化ホール、帯広市民文化ホール、北見市民会館、徳山市文化会館、福岡サンパレス、倉敷市民会館、メルパルクホール広島、綾瀬市文化会館 | |
| 1991年7月25日- 1991年8月31日   | TUBE LIVE AROUND SPECIAL '91 猛烈残暑                                                         | 全5会場・5公演 阪神甲子園球場、宇和島市営丸山球場、名古屋城深井丸、横浜スタジアム、宜野湾市海浜公園野外劇場 | - |
| 1992年4月26日- 1992年7月15日   | TUBE LIVE AROUND '92 I Love Your Smile                                                        | 全39会場・45公演 綾瀬市文化会館、千葉県文化会館、神奈川県立県民ホール、大阪厚生年金会館、尼崎アルカイックホール、京都会館第一ホール、茨城県民文化センター、東京厚生年金会館、岡山市民会館、広島厚生年金会館、名古屋国際会議場センチュリーホール、磐田市民文化会館、静岡市民文化会館、宇都宮市文化会館、群馬県民会館、長野県県民文化会館、福井フェニックスプラザ、春日井市民会館、新城文化会館、守山市市民文化会館、八尾市文化会館、神戸国際会館、高槻市市民会館、仙台サンプラザホール、秋田県民会館、花巻市文化会館、青森市文化会館、北海道厚生年金会館、北見市民会館、帯広市民文化ホール、大宮ソニックシティ、鹿児島市民文化第一ホール、熊本県民会館大ホール、福岡サンパレス、松山市民会館大ホール、香川県県民ホール、高知県立県民文化ホールオレンジホール、郡山市民文化ホール、厚木市文化会館 | |
| 1992年8月7日- 1992年8月30日    | TUBE LIVE AROUND SPECIAL '92 夏だヨ!全員集合                                                  | 全3会場・3公演 ナゴヤ球場、横浜スタジアム、阪神甲子園球場 | ‐ |
| 1993年4月23日- 1993年7月12日   | TUBE LIVE AROUND '93 Say Hello                                                                | 全38会場・46公演 伊勢原市民文化会館、山梨県立県民文化センター、千葉県文化会館、大阪厚生年金会館、尼崎アルカイックホール、京都会館第一ホール、大阪厚生年金会館、東京厚生年金会館、日本武道館、帯広市民文化ホール、北海道厚生年金会館、苫小牧市会館、名古屋国際会議場センチュリーホール、岐阜市民会館、岡山市民会館、福岡サンパレス、鹿児島市民文化第一ホール、宮崎市民会館、徳山市文化会館、松山市民会館、高知県立県民文化ホールオレンジホール、香川県県民ホール、広島厚生年金会館、静岡市民文化会館、磐田市民文化会館、山形県県民会館、岩手県民会館、宮城県民会館、青森市文化会館、秋田市文化会館、滋賀県立文化産業交流会館、和歌山県民文化会館、神戸国際会館、石川厚生年金会館、新潟県民会館、長野県県民文化会館、群馬県民会館、グリーンホール相模大野 | ‐ |
| 1993年7月31日- 1993年8月31日   | TUBE LIVE AROUND SPECIAL '93 だって夏じゃない                                                 | 全5会場・5公演 キロロリゾート、ナゴヤ球場、北九州ベイスクエア、横浜スタジアム、阪神甲子園球場 | ‐ |
| 1994年7月17日- 1994年9月4日    | 明治生命ラブストーリー青春 TUBE LIVE AROUND SPECIAL '94 F・S・F Fun in the Sun with Friends   | 全10会場・10公演 つま恋多目的広場、阪神甲子園球場、瀬戸大橋記念公園横特設会場、敦賀市総合運動公園野球場、真駒内オープンスタジアム、安比高原特設会場、福岡マリノア、横浜スタジアム、ナゴヤ球場、サンマリーナホテル野外ステージ | ‐ |
| 1994年11月1日- 1994年12月22日  | TUBE LIVE AROUND in ARENA '94 冬でごめんね                                                    | 全10会場・20公演 国立代々木競技場第一体育館、大阪城ホール、名古屋レインボーホール、広島サンプラザホール、浜松アリーナ、月寒グリーンドーム、仙台市体育館、福岡国際センター、高松市総合体育館、横浜アリーナ | ‐ |
| 1995年4月26日- 1995年7月15日   | 明治生命スタンバイ TUBE LIVE AROUND '95 KEEP・HOPE・ALIVE                                     | 全37会場・45公演 厚木市文化会館、神奈川県立県民ホール、大宮ソニックシティ、大阪フェスティバルホール、新潟県民会館、長岡市立劇場、石川厚生年金会館、仙台サンプラザ、北海道厚生年金会館、旭川市民文化会館、釧路市民文化会館、帯広市民文化ホール、岩手県民会館、青森市文化会館、宇都宮市文化会館、静岡市民文化会館、アクトシティ浜松、和歌山県民文化会館、京都会館第一ホール、滋賀県立文化産業交流会館、名古屋国際会議場センチュリーホール、三重県総合文化センター、豊橋勤労福祉会館、日本武道館、香川県県民ホール、徳島市文化センター、鳥取県県民文化会館、倉敷市民会館、福岡サンパレス、広島厚生年金会館、松山市民会館、佐賀市文化会館、鹿児島市民文化第一ホール、長崎市公会堂、熊本市民会館、千葉県文化会館、綾瀬市文化会館 | ‐ |
| 1995年8月5日- 1995年9月2日     | 明治生命スタンバイ TUBE LIVE AROUND SPECIAL '95 FIGHT                                         | 全4会場・4公演 仙台新富谷ガーデンシティ、横浜スタジアム、ナゴヤ球場、阪神甲子園球場 | ‐ |
| 1996年4月25日- 1996年7月14日   | 明治生命フレッシュライフ TUBE LIVE AROUND '96 ONLY GOOD TIMES                                 | 全29会場・40公演 ハーモニーホール座間、宇都宮市文化会館、三重県総合文化センター、長良川国際会議場メインホール、長野県県民文化会館、石川厚生年金会館、新潟県民会館、大阪フェスティバルホール、名古屋国際会議場センチュリーホール、北海道厚生年金会館、稚内総合文化センター、アクトシティ浜松、神戸国際会館ハーバーランドプラザ、京都会館第一ホール、静岡市民文化会館、和歌山県民文化会館、大阪フェスティバルホール、日本武道館、仙台サンプラザ、青森市文化会館、岩手県民会館、広島厚生年金会館、徳山市文化会館、愛媛県県民文化会館、福岡サンパレス、鹿児島市民文化ホール第一、大分文化会館、神奈川県立県民ホール、旭川市民文化会館、帯広市民文化ホール | |
| 1996年8月2日- 1996年9月14日    | 明治生命フレッシュ TUBE LIVE AROUND SPECIAL '96 ONLY GOOD SUMMER                              | 全6会場・6公演 福岡マリノア、真駒内オープンスタジアム、横浜スタジアム、ナゴヤ球場、阪神甲子園球場、静岡県浜名湖半・渚園 | |
| 1997年4月28日- 1997年7月4日    | 明治生命夢age TUBE LIVE AROUND '97 M・H・K・M                                                 | 全28会場・38公演 神奈川県立県民ホール、千葉県文化会館、名古屋国際会議場センチュリーホール、石川厚生年金会館、富山市芸術文化ホールオーバートホール、大阪フェスティバルホール、新潟県民会館、長野県県民文化会館、アクトシティ浜松、静岡市民文化会館、三重県文化会館、長良川国際会議場メインホール、大宮ソニックシティ、北海道厚生年金会館、神戸国際会館ハーバーランドプラザ、ひこね市文化プラザグランドホール、和歌山県民文化会館、大阪フェスティバルホール、京都会館第一ホール、日本武道館、宮城県民会館、岩手県民会館、青森市文化会館、広島厚生年金会館、香川県県民ホール、愛媛県民文化会館、倉敷市民会館、熊本市民会館、福岡サンパレス | |
| 1997年7月23日- 1997年8月28日   | 明治生命夢age TUBE LIVE AROUND SPECIAL '97 Bravo!                                             | 全4会場・5公演 阪神甲子園球場、ナゴヤ球場、横浜スタジアム、宜野湾市海浜公園野外劇場 | |
| 1998年5月4日- 1998年7月11日    | 明治生命夢age XXI TUBE LIVE AROUND '98 WE'RE GONNA START AGAIN                                | 全21会場・34公演 厚木市文化会館、神奈川県立県民ホール、新潟県民会館、大阪城ホール、仙台サンプラザ、山形県民会館、青森市文化会館、旭川市民文化会館大ホール、北海道厚生年金会館、名古屋国際会議場センチュリーホール、大阪フェスティバルホール、浜松アリーナ、名古屋レインボーホール、日本武道館、広島厚生年金会館、香川県県民ホールグランド、愛媛県民文化会館、金沢観光会館、鹿児島市民文化ホール第一、福岡サンパレス、沖縄コンベンション劇場 | |
| 1998年8月15日- 1998年8月29日   | 明治生命夢age XXI TUBE LIVE AROUND SPECIAL '98 HEAT WAVER                                     | 全3会場・3公演 横浜スタジアム、ナゴヤ球場、阪神甲子園球場 | |
| 1999年4月23日- 1999年7月3日    | TUBE LIVE AROUND 1999 14Sunflowers                                                            | 全32会場・38公演 伊勢原市民文化会館、宇都宮市文化会館、土岐文化プラザ、三重県文化会館、名古屋国際会議場センチュリーホール、福井フェニックスプラザ、帯広市民文化ホール、釧路市民文化会館、北海道厚生年金会館、苫小牧市民会館、函館市民会館、高知県立県民文化ホールオレンジホール、香川県県民ホール、広島厚生年金会館、島根県民会館、大阪フェスティバルホール、日本武道館、びわ湖ホール大ホール、神戸国際会館こくさいホール、長野県県民文化会館、長岡市立劇場、両津市民会館、青森市文化会館、仙台サンプラザ、郡山市民文化センター、静岡市民文化会館、宮崎市民文化ホール、大牟田文化会館大ホール、長崎ブリックホール、九州厚生年金会館、福岡サンパレス | |
| 1999年8月7日- 1999年9月4日     | TUBE LIVE AROUND SPECIAL 1999 It' International Amusement,Wonderfui! Active!! High-tention!!! | 全5会場・5公演 ナゴヤ球場、福岡香椎パークポート、真駒内オープンスタジアム、横浜スタジアム、阪神甲子園球場 | 横浜公演ではドロンズがゲスト出演 |
| 2000年6月1日                   | JAPAN TELECOM TUBE LIVE AROUND SPECIAL 2000.6.1 in Aloha Stadium                              | 全1会場・1公演 Aloha Stadium（ハワイ） | |
| 2000年8月12日- 2000年8月29日   | JAPAN TELECOM TUBE LIVE AROUND SPECIAL 2000 Lani Kai                                          | 全3会場・3公演 ナゴヤ球場、横浜スタジアム、阪神甲子園球場 | |
| 2001年4月23日- 2001年7月16日   | TUBE LIVE AROUND 2001 360°                                                                    | 全30会場・37公演 厚木市文化会館、大宮ソニックシティ、神奈川県民ホール、長野県県民文化会館、新潟県民会館、宇都宮市文化会館、北海道厚生年金会館、旭川市民文化会館、北見市民会館、大阪フェスティバルホール、豊橋勤労福祉会館、三重県文化会館、長良川国際会議場メインホール、アクトシティ浜松、東京国際フォーラムホールA、名古屋国際会議場センチュリーホール、金沢市観光会館、和歌山県民文化会館、びわ湖ホール大ホール、なら100年会館大ホール、神戸国際会館こくさいホール、福岡サンパレス、倉敷市民会館、広島厚生年金会館、鳥栖市民文化会館、熊本市民会館、香川県県民ホール、仙台サンプラザ、日本武道館、鹿児島市民文化第一ホール | |
| 2001年8月11日- 2001年9月1日    | TUBE LIVE AROUND SPECIAL 2001 Soul Surfin' Crew                                               | 全3会場・3公演 ナゴヤ球場、横浜スタジアム、阪神甲子園球場 | |
| 2002年7月20日- 2002年8月24日   | TUBE LIVE AROUND SPECIAL 2002 Good Day,Sunshine                                               | 全3会場・3公演 阪神甲子園球場、ナゴヤ球場、横浜スタジアム | |
| 2003年5月9日- 2003年6月28日    | TUBE LIVE AROUND 2003 AREne YOU READY ?                                                       | 全5会場・8公演 横浜アリーナ、名古屋レインボーホール、真駒内アイスアリーナ、大阪城ホール、マリンメッセ福岡 | |
| 2003年7月19日- 2003年8月30日   | TUBE LIVE AROUND SPECIAL 2003 OASIS                                                           | 全4会場・4公演 お台場野外特設会場、阪神甲子園球場、豊田スタジアム、横浜スタジアム | |
| 2003年12月11日- 2004年1月31日  | TUBE LIVE AROUND 2003-2004 冬でごめんね                                                       | 全18会場・19公演 秦野市文化会館、土岐市文化プラザ、一宮市民会館、神戸国際会館こくさいホール、びわ湖ホール、豊橋勤労福祉会館、広島厚生年金会館、高知県立県民文化ホールオレンジホール、東京国際フォーラムホールA、長崎ブリックホール、大分グランシアタ、群馬県民会館、新潟テルサ、宇都宮市文化会館、盛岡市民文化ホール、函館市民会館、北海道厚生年金会館、横浜アリーナ | |
| 2003年12月31日                 | KOREA-JAPAN 03-04 COUNT DOWN LIVE in SEOUL DREAMS OF ASIA                                     | 全1会場・1公演 DREAM OF MUSIC DOM ART HALL（韓国） | |
| 2004年7月31日- 2004年8月31日   | TUBE LIVE AROUND SPECIAL 2004 あー夏祭り                                                      | 全4会場・4公演 仙台港accel open air、横浜スタジアム、豊田スタジアム、阪神甲子園球場 | |
| 2004年11月17日- 2004年12月23日 | TUBE LIVE AROUND 2004 EXTRA Boomerang St.                                                     | 全10会場・16公演 Yokohama BLITZ、ZEPP OSAKA、ZEPP TOKYO、NIIGATA PHASE、ZEPP SAPPORO、ZEPP SENDAI、高知BAY5 SQUARE、ZEPP FUKUOKA、広島クラブクアトロ、ダイアモンドホール（名古屋） | |
| 2005年5月14日- 2005年7月16日   | TUBE LIVE AROUND 2005 SEASIDE VIBRATION                                                       | 全7会場・7公演 千葉ポートパーク、みなとまち海浜公園、シーサイドももち海浜公園、マリンパーク御前崎、ゆりあげビーチ、厚田モーライビーチみなくる、神戸メリケンパーク | |
| 2005年6月3日                   | TUBE LIVE AROUND SPECIAL 2005.6.3 in WAIKIKI                                                  | 全1会場・1公演 Museum Quard Sea Side in Fort DeRussy（ハワイ） | |
| 2005年7月30日- 2005年9月3日    | TUBE LIVE AROUND SPECIAL 2005 Thank U for your Brightest Emotion                              | 全4会場・4公演 厚木市荻野運動公園競技場、横浜スタジアム、豊田スタジアム、阪神甲子園球場 | |
| 2006年4月28日- 2006年11月16日  | TUBE LIVE AROUND 2006 YOUR HOMETOWN                                                           | 全52会場・61公演 （前半）グリーンホール相模大野、宇都宮市文化会館、長良川国際会議場、アクトシティ浜松、周南市文化会館、鳥取県民文化会館、島根県民会館、山形県民会館、八戸市公会堂、仙台サンプラザ、岩手県民会館、北海道厚生年金会館、帯広市民文化ホール、釧路市民文化会館、神戸国際会館こくさいホール、びわ湖ホール、名古屋センチュリーホール、三重県文化会館、日本武道館、長崎ブリックホール、熊本市民会館、宮崎市民文化ホール、iichikoグランシアタ大分、鹿児島市民文化ホール、那覇市民会館、香川県県民ホール、松山市民会館、須崎市立市民文化会館、唐津市民会館 （後半）山梨県立県民文化ホール、大宮ソニックシティ、市川市文化会館、鳴門市文化会館、なら100年会館、大阪フェスティバルホール、和歌山県民文化会館、広島厚生年金会館、倉敷市民会館、神奈川県民ホール、桐生市市民文化会館、茨城県立県民文化センター、東京国際フォーラムホールA、福井フェニックスプラザ、石川厚生年金会館、大館市民文化会館、福島県文化センター、福岡サンパレス、新潟テルサ、射水市新湊中央文化会館、長野県松本文化会館、京都会館第一、大阪厚生年金会館 | |
| 2006年8月20日- 2006年9月2日    | TUBE LIVE AROUND SPECIAL 2006 B☆B☆Q                                                           | 全3会場・3公演 ポートメッセなごや、横浜スタジアム、阪神甲子園球場 | |
| 2007年8月25日 2007年9月8日     | TUBE LIVE AROUND SPECIAL 2007 夏燦舞                                                          | 全2会場・2公演 横浜スタジアム、阪神甲子園球場 | |
| 2007年12月10日- 2007年12月29日 | TUBE LIVE AROUND 2007 冬でごめんね〜WINTER LETTER〜                                           | 全7会場・8公演 広島厚生年金会館、福岡サンパレス、横浜アリーナ、北海道厚生年金会館、仙台サンプラザ、日本ガイシホール、神戸ワールド記念ホール | |
| 2008年5月5日- 2008年7月13日    | TUBE LIVE AROUND 2008 YOUBEST                                                                 | 全21会場・25公演 厚木市文化会館、神戸国際会館こくさいホール、米子コンベンションセンター、サンポートホール高松、松山市民会館、神奈川県民ホール、多治見市文化会館、静岡市民文化会館、びわ湖ホール、倉敷市民会館（岡山県）、北海道厚生年金会館、室蘭市文化センター、旭川市民文化会館、東京国際フォーラムホールA、大分iichikoグランシアタ、福岡サンパレス、大阪厚生年金会館大ホール、大宮ソニックシティ、宮城県民会館、三重県文化会館、名古屋センチュリーホール | |
| 2008年8月23日 2008年9月6日     | TUBE LIVE AROUND SPECIAL 2008 Paradiso〜夏のハラペーニョ〜                                    | 全2会場・2公演 横浜スタジアム、阪神甲子園球場 | |
| 2009年5月2日- 2009年7月7日     | TUBE LIVE AROUND 2009 We're Buddy                                                             | 全22会場・26公演 綾瀬市文化会館、市川市文化会館、アクトシティ浜松、長良川国際会議場、名古屋センチュリーホール、サンポートホール高松、静岡市民文化会館、びわ湖ホール、広島ALSOKホール、東京国際フォーラムホールA、神奈川県民ホール、さいたま市文化センター、群馬県民会館、新潟県民会館、福島県文化センター、盛岡市民文化ホール、東京エレクトロンホール宮城(宮城県民会館)、札幌市民ホール、神戸国際会館こくさいホール、福岡サンパレス、崇城大学市民ホール(熊本市民会館)、大阪国際会議場グランキューブ大阪 | |
| 2009年8月22日 2009年9月5日     | TUBE LIVE AROUND SPECIAL 2009 Blue Splash                                                     | 全2会場・2公演 横浜スタジアム、阪神甲子園球場 | 阪神甲子園球場公演で宮根誠司と共演。この模様は同年9月24日に宮根がレギュラー出演している「情報ライブ ミヤネ屋」で放送された。                                                                        |
| 2010年5月15日- 2010年6月26日   | TUBE LIVE AROUND 2010 SEASIDE VIBRATION                                                       | 全5会場・5公演 藤沢市鵠沼海岸サーフビレッジ前浜、シーサイドももち海浜公園特設会場、蒲郡大塚海浜緑地ラグーナ蒲郡、タルイサザンビーチ、おたるドリームビーチ | |
| 2010年8月21日 2010年9月4日     | TUBE LIVE AROUND SPECIAL 2010 Surprise!                                                       | 全2会場・2公演 横浜スタジアム、阪神甲子園球場 | |
| 2011年6月1日- 2011年7月16日    | TUBE LIVE AROUND 2011 RE-CREATION                                                             | 全15会場・19公演 藤沢市民会館、サンポートホール高松、長崎ブリックホール、福岡サンパレス、広島市文化交流会館、びわ湖ホール、グランキューブ大阪、盛岡市民文化ホール、新潟県民会館、東京国際フォーラムホールA、名古屋センチュリーホール、神戸国際会館こくさいホール、神奈川県民ホール、帯広市民文化ホール、ニトリ文化ホール(旧・北海道厚生年金会館) | |
| 2011年8月13日 2011年9月17日    | TUBE LIVE AROUND SPECIAL 2011 A Day In The Summer                                             | 全2会場・2公演 横浜スタジアム、阪神甲子園球場 | 横浜公演で、夏川りみ、貴水博之、ジェロ、北島康介、高木浩之。甲子園公演ではアシガルユース、川藤幸三、ジェロらがゲスト出演。                                                                          |
| 2012年5月11日- 2012年7月9日    | TUBE LIVE AROUND 2012 Keep On Smilin                                                          | 全17会場・20公演 グリーンホール相模大野、宇都宮市文化会館、グランキューブ大阪、高知市文化プラザかるぽーと、神戸国際会館こくさいホール、福岡サンパレス、広島ALSOKホール、市川市文化会館、びわ湖ホール、名古屋センチュリーホール、大宮ソニックシティ、新潟テルサ、仙台サンプラザホール、神奈川県民ホール、東京国際フォーラムホールA、旭川市民文化会館、ニトリ文化ホール | |
| 2012年7月15日- 2012年7月22日   | 被災地復興応援LIVE                                                                            | 全4会場・4公演 宮古市 合同資源産業(株)宮古製錬所事務所(「サマーフェスみやこ」会場内)、釜石市 東前バス駐車場特設会場(「釜石夏の港まつり」会場内)、大船渡市 サン・アンドレス公園、気仙沼市 気仙沼市立気仙沼小学校 校庭 | |
| 2012年8月18日・26日            | TUBE LIVE AROUND SPECIAL 2012 SUMMER ADDICTION                                                | 全2会場・2公演 横浜スタジアム、阪神甲子園球場 | |
| 2013年8月31日 2013年9月15日    | TUBE LIVE AROUND SPECIAL 2013 HANDMADE SUMMER                                                 | 全2会場・2公演 横浜スタジアム、阪神甲子園球場 | |
| 2013年10月15日・16日           | めざましLIVE ISLAND TOUR 2013 名古屋公演                                                      | 全1会場・2公演 Zepp Nagoya | 15日は倉木麻衣・16日はRAKEと共演。 |
| 2014年5月3日- 2014年7月20日    | TUBE LIVE AROUND 2014 Z・O・S・T                                                              | 全20会場・23公演 厚木市文化会館、パシフィコ横浜国立大ホール、グランキューブ大阪、大宮ソニックシティ、静岡市清水文化会館マリナート、ニトリ文化ホール、市川市文化会館、栃木県総合文化センター、新潟テルサ、上野学園ホール、大曲市民会館、エレクトロンホール宮城、福島県文化センター、神戸国際会館こくさいホール、丸亀市民会館、びわ湖ホール、福岡サンパレス、相模女子大学グリーンホール、名古屋センチュリーホール、東京国際フォーラム ホールA | |
| 2014年8月23日 2014年9月23日    | TUBE LIVE AROUND SPECIAL 2014 TIME TRAVEL 29                                                  | 全2会場・2公演 横浜スタジアム、阪神甲子園球場 | 甲子園公演では片岡愛之助がゲスト出演 |
| 2015年6月1日                   | TUBE 30th Anniversary 感謝熱烈YEAR!!!〜こまめに水分補給〜at 日本武道館                        | 全1会場・1公演 日本武道館 | |
| 2015年6月5日- 2015年12月20日   | TUBE LIVE AROUND 2015 Your TUBE ＋ My TUBE                                                    | 全30会場・33公演 （前半）市川市文化会館、神奈川県民ホール、いわき芸術文化交流館アリオス大ホール、新潟県民会館、栃木総合文化センター、なら100年会館、グランキューブ大阪、相模女子大学グリーンホール、倉敷市民会館、米子市公会堂、ホクト文化ホール中ホール、東京エレクトロンホール宮城、土岐市文化プラザ、名古屋国際会議場センチュリーホール、東京国際フォーラム ホールA （後半）厚木市文化会館、福岡サンパレス、熊本県立劇場演劇ホール、高知文化プラザかるぽーと、サンポートホール高松、びわ湖ホール、函館市民会館、わくわくホリデーホール(札幌市民ホール)、富士市文化会館ロゼシアター大ホール、神戸国際会館こくさいホール、オリックス劇場(大阪厚生年金会館)、愛知芸術劇場、仙台市民会館、広島上野学園ホール、横浜アリーナ | |
| 2015年8月22日 2015年9月23日    | TUBE LIVE AROUND SPECIAL 2015 感謝熱烈〜こまめに水分補給〜                                    | 全2会場・2公演 横浜スタジアム、阪神甲子園球場 | この公演をもって阪神甲子園球場の開催は一旦終了。 |
| 2016年8月6日 2016年8月20日     | TUBE LIVE AROUND SPECIAL 2016 RIDE ON SUMMER                                                  | 全2会場・2公演 神戸総合運動公園野球場（ほっともっとフィールド神戸）、横浜スタジアム | |
| 2017年5月3日- 2017年7月23日    | TUBE LIVE AROUND 2017 迷所求跡ツアー ～My Home Town～                                         | 全26会場・29公演 三郷市文化会館、コラニー文化ホール(山梨県立県民文化ホール)、前橋市民文化会館、奥州市文化会館、南陽市文化会館、伊勢市観光文化会館、高山市民文化会館、金沢市文化ホール、ロームシアター京都メインホール、わくわくホリデーホール(札幌市民ホール)、名寄市民文化センター、音更町文化センター、グランキューブ大阪メインホール、出雲市民会館、岡山市立市民文化ホール、淡路市立しづかホール、はつかいち文化ホールさくらぴあ、松山市総合コミュニティセンターキャメリアホール、観音寺市民会館、よこすか芸術劇場、壱岐の島ホール、ホルトホール大分、名古屋国際会議場センチュリーホール、六ヶ所村文化交流プラザスワニー、東京エレクトロンホール宮城、東京国際フォーラムホールA | |
| 2017年8月19日                  | TUBE LIVE AROUND SPECIAL 2017 sunny day                                                       | 全1会場・1公演 横浜スタジアム | 猛烈な雷雨による一時中断があった。 |
| 2017年11月15日- 2017年12月9日  | TUBE LIVE AROUND 2017 ”Unknown 4” 〜冬でもアリ!?ーナ〜                                        | 全3会場・3公演 さいたまスーパーアリーナ、大阪城ホール、愛知県体育館 | |
| 2018年5月3日- 2018年7月21日    | TUBE LIVE AROUND 2018 〜燦々・晴レルヤ！Yeah！Yeah！Yeah！〜                                  | 全23会場・26公演 厚木市文化会館、釧路市民文化会館、札幌ニトリ文化ホール、網走市民会館、市川市文化会館大ホール、大船渡市民文化会館(リアスホール)、トークネットホール仙台(仙台市民会館)、滋賀県立芸術劇場びわ湖ホール、新潟県民会館、名古屋センチュリーホール、広島上野学園ホール、沖縄コンベンション劇場、福岡市民会館、市民会館シアーズホーム夢ホール(熊本市民会館)、鹿児島市民文化ホール第一、神奈川県民ホール、コラニー文化ホール(山梨県立県民文化ホール)、サンシティホール越谷、サンポートホール高松、姫路市文化センター大ホール、神戸国際会館こくさいホール、グランキューブ大阪メインホール、東京国際フォーラム ホールA | |
| 2018年8月25日                  | TUBE LIVE AROUND SPECIAL 2018 夏が来た! ～Yokohama Stadium 30 Times                           | 全1会場・1公演 横浜スタジアム | |
| 2019年5月11日- 2019年5月31日   | TUBE LIVE AROUND 2019 〜Smile! Happy! Ready!? 〜                                              | 全4会場・7公演 神戸ワールド記念ホール、仙台ゼビオアリーナ、日本武道館、ドルフィンズアリーナ(愛知県体育館) | |
| 2019年8月24日                  | TUBE LIVE AROUND SPECIAL 2019 〜NATSUNO・O・MO・TE・NA・SHI〜                                 | 全1会場・1公演 横浜スタジアム | |
| 2020年9月5日                   | TUBE LIVE AROUND SPECIAL 2020 HELP! 〜NEVER GIVE UP SUMMER〜                                  | 全1会場・1公演 横浜スタジアム | 新型コロナウイルス感染症蔓延のためTUBE史上初の無観客ライブとなった。 この様子は、各種インターネット配信サービスで有料配信された。 7月25日に開催予定だった阪神甲子園球場公演は2021年に延期となった。 |
| 2021年5月1日- 2021年7月20日    | TUBE LIVE AROUND 2021 "BLUE WINGS"                                                            | 全18会場・21公演 仙台サンプラザホール、愛知県芸術劇場大ホール、レクザムホール（香川県県民ホール）、岡山市民会館、厚木市文化会館 大ホール、東京国際フォーラム ホールA、りゅーとぴあ 新潟市民芸術文化会館・劇場、白河文化交流会館コミネス、森のホール21(松戸市文化会館) 大ホール、神戸国際会館こくさいホール、滋賀県立芸術劇場 びわ湖ホール 大ホール、川口総合文化センター・リリア メインホール、市民会館シアーズホーム夢ホール(熊本市民会館)、福岡サンパレスホテル&ホール、神奈川県民ホール 大ホール、札幌文化芸術劇場hitaru、TOKYO DOME CITY HALL、オリックス劇場 | 5月22・23日に予定していたグランキューブ大阪公演は、大阪府のワクチン大規模集団接種会場に決定したことにより、延期・会場変更した。                                                                     |
| 2021年8月21日 2021年9月4日     | TUBE LIVE AROUND SPECIAL 2021                                                                 | 全2会場・2公演 横浜スタジアム、阪神甲子園球場 | 新型コロナウイルス感染症蔓延のため7月14日に中止が発表された。 |
| 2022年6月25日-2022年7月19日    | TUBE LIVE AROUND 2022 "Emotional Summer"                                                      | 全3会場・6公演 大阪国際会議場グランキューブ大阪、愛知県芸術劇場、東京国際フォーラム ホールA | |
| 2022年9月3日                   | TUBE LIVE AROUND SPECIAL 2022 Reunion                                                         | 全1会場・1公演 横浜スタジアム | |
| 2023年6月10日-2023年6月27日    | TUBE LIVE AROUND 2023 Be/Side                                                                 | 全3会場・6公演 大阪国際会議場グランキューブ大阪、愛知県芸術劇場、東京国際フォーラム ホールA | |
| 2023年8月26日                  | TUBE LIVE AROUND SPECIAL 2023 TUBE JAMBOREE                                                   | 全1会場・1公演 横浜スタジアム | |
| 2024年7月13日 2024年8月24日    | TUBE LIVE AROUND SPECIAL 2024 SUN CUE 4 OAR                                                   | 全2会場・2公演 阪神甲子園球場、横浜スタジアム | 阪神甲子園球場公演は2015年以来、9年ぶりの開催。ゲスト： （甲子園公演） GACKT、寿君 （横浜公演） DA PUMP、北山たけし                                                                                 |
| 2025年6月1日                   | TUBE LIVE AROUND SPECIAL 2025.6.1 at Tom Moffatt Waikiki Shell Hawaii                         | 全1会場・1公演 Tom Moffatt Waikiki Shell Hawaii | 5月28日、メンバーおよび関係者のビザが取得と出ておらず、開催が不透明であることを公表。30日、予定通りの開催を公表。                                                                                   |
| 2025年7月6日-                  | TUBE LIVE AROUND 2025-2026 Keep On Sailin'                                                    | | |
| 2025年8月23日                  | TUBE LIVE AROUND SPECIAL 2025                                                                 | 全1会場・1公演 横浜スタジアム | |

## タイアップ一覧
| 曲名                                       | タイアップ                                                                                      |
| ------------------------------------------ | ----------------------------------------------------------------------------------------------- |
| ベストセラー・サマー                       | 麒麟麦酒「キリンびん生」 CMソング                                                               |
| シーズン・イン・ザ・サン                   | 麒麟麦酒「キリンびん生」 CMソング                                                               |
| BECAUSE I LOVE YOU                         | 麒麟麦酒「キリンびん生」 CMソング                                                               |
| SUMMER DREAM                               | キリンビバレッジ「キリンレモン」CMソング                                                        |
| Beach Time                                 | キリンビバレッジ「キリンレモン」CMソング                                                        |
| Remember Me                                | 銀座ジュエリー・マキ「カメリアダイヤモンド」CMソング                                            |
| SUMMER CITY                                | 富士フイルム「ZOOMカルディア800」CMソング                                                       |
| 週末Only You                               | 和光証券CMソング                                                                                |
| Stories                                    | Panasonic「CDin1 カーコンポ VZ700」CMソング                                                     |
| あー夏休み                                 | JT「SomeTime LIGHTS」CMソング                                                                   |
| あー夏休み                                 | リクルートホットペーパーグルメ「サマ会」あー夏休み編 CMソング                                   |
| あー夏休み                                 | サントリーフーズ「GREEN DA･KA･RA やさしい麦茶」晴れ空マエダくん篇 CMソング（替え歌）※前田も出演 |
| 90'S DOOR                                  | 文化放送『OH!ZIPANGLE』オープニングテーマ                                                       |
| 泣き濡れてカニと戯るバトルロイヤルビーチ   | テレビ朝日系『クイズ バトルロイヤル待ったあり!』テーマソング                                    |
| 夏よ走れ                                   | 日本自転車振興会「マウンテンバイク」CMソング                                                    |
| 十年先のラブストーリー                     | エム・アンド・アイ住販CMソング                                                                  |
| さよならイエスタデイ                       | コニカ「撮りっきりコニカ」CMソング                                                              |
| Smile                                      | 大成建設CMソング                                                                                |
| 夏だね                                     | 江崎グリコ「ポッキー」CMソング                                                                  |
| あの夏の少年                               | 鈴丹CMソング                                                                                    |
| あばよMy School Days                       | 大成建設CMソング                                                                                |
| ガラスのメモリーズ                         | TBS系『日立 世界・ふしぎ発見!』エンディングテーマ                                               |
| Say Hello                                  | 大成建設CMソング                                                                                |
| 夏を待ちきれなくて                         | TBS系『ムーブ』エンディングテーマ                                                               |
| 浪漫の夏                                   | 大成建設CMソング                                                                                |
| Dream Forever                              | ABC・テレビ朝日系『第76回全国高校野球選手権大会中継』オープニングテーマ                         |
| 夢のフロリダ                               | フジテレビ系『週刊スタミナ天国』オープニングテーマ                                              |
| だって夏じゃない                           | 日本中央競馬会「サマーGツアーズ」CMソング                                                       |
| 夏を抱きしめて                             | トヨタ自動車「カローラセレス」CMソング                                                          |
| もう負けないよ                             | 明治生命CMソング                                                                                |
| 傷だらけのhero                             | ABC・テレビ朝日系『熱闘甲子園』オープニングテーマ                                               |
| 夏よありがとう                             | 日本テレビ系『第14回全国高等学校クイズ選手権』エンディングテーマ                                |
| 夏よありがとう                             | ABC・テレビ朝日系『熱闘甲子園』エンディングテーマ                                               |
| Horizon                                    | 明治生命CMソング                                                                                |
| 恋してムーチョ                             | フジテレビ系『なるほど!ザ・ワールド』エンディングテーマ                                         |
| 恋してムーチョ                             | ファミリーマート「サマーキャンペーン」CMソング                                                  |
| Melodies & Memories                        | 日本テレビ系『第73回全国高校サッカー選手権大会』イメージソング                                  |
| 君に賭けるよ                               | 明治生命CMソング                                                                                |
| ゆずれない夏                               | TBS系『COUNT DOWN TV』エンディングテーマ                                                        |
| いつかの僕よ…                              | 明治生命CMソング                                                                                |
| Kona windに吹かれて                        | ハウステンボスCMソング                                                                          |
| あの夏を探して                             | フジテレビ系ドラマ『100億の男』主題歌                                                           |
| 君にSorry                                  | 東京スクールオブビジネスCMソング                                                                |
| 君にSorry                                  | 東京観光専門学校CMソング                                                                        |
| 君にSorry                                  | 東京ビジュアルアーツCMソング                                                                    |
| Only You 君と夏の日を                      | サッポロビール「夏の海岸物語」CMソング                                                          |
| 僕達だけのSummer Days                      | JAL「チケットレスサービス」CMソング                                                             |
| Only Good Times                            | 明治生命CMソング                                                                                |
| 情熱                                       | コロナ「コロナエアコン」CMソング                                                                |
| 情熱                                       | Tokyo WalkerCMソング                                                                            |
| Born in Japan                              | フジテレビ系『プロ野球ニュース』エンディングテーマ                                              |
| Bravo!                                     | ケンタッキーフライドチキン「'97キャンペーン」CMソング                                           |
| Purity〜ピュアティ〜                       | 明治生命CMソング                                                                                |
| もどり道でも…                              | SUZUKI「カルタスクレセントワゴン」CMソング                                                      |
| 壊れかけのMy Soul                          | スリムビューティハウスCMソング                                                                  |
| 青春白書〜After the summer〜               | 海遊館CMソング                                                                                  |
| Open your everything                       | 明治生命CMソング                                                                                |
| Make your motion                           | 北海道マラソン'97イメージソング                                                                 |
| 君へのバラード                             | フジテレビ系『おはよう!ナイスデイ』エンディングテーマ                                           |
| そんなもんさ                               | ポッカ「Mr.」CMソング                                                                           |
| -純情-                                     | クラフトフーヅ「切れてるチーズ」CMソング                                                        |
| 罠 -wanna-                                 | POLA「サザンコールアクト」CMソング                                                              |
| -花火-                                     | 日本テレビ系『'98劇空間プロ野球』イメージソング                                                 |
| MENTHOL HEAVEN                             | SUZUKI「ニューエスクード」CMソング                                                              |
| Yes,I know                                 | 明治生命CMソング                                                                                |
| この夏一番熱いLove Song                    | 明治生命「春季キャンペーン」CMソング                                                            |
| Get Wild Love                              | Jリーグ「コダックオールスターサッカー」テーマソング                                             |
| きっとどこかで                             | フジテレビ系ドラマ『世界で一番パパが好き』主題歌                                                |
| ひまわり                                   | クラフトフーヅ「切れてるチーズ」CMソング                                                        |
| Yheei!                                     | ABC・テレビ朝日系『熱闘甲子園』オープニングテーマ                                               |
| 楽園                                       | JAL「ハワイキャンペーン」CMソング                                                               |
| IN MY DREAM                                | TBS系ドラマ『サラリーマン金太郎スペシャル』主題歌                                               |
| IN MY DREAM                                | 東宝配給映画『サラリーマン金太郎』主題歌                                                        |
| 世界で君だけが…                            | 丸大食品CMソング                                                                                |
| Truth of Time                              | 日本テレコム「TUBEハワイキャンペーン」CMソング                                                  |
| 虹になりたい                               | TBS系『ウンナンのホントコ!「未来日記VI」』テーマソング                                          |
| LANI KAI〜天国の海〜                       | トヨタ自動車「ハイラックスサーフ」CMソング                                                      |
| OVER the TEARS                             | テレビ朝日系『全米オープン・全英オープン』イメージソング                                        |
| OVER the TEARS                             | テレビ朝日系『全英オープン』イメージソング                                                      |
| 僕が僕であるために                         | 日本テレビ系『僕が僕であるために』イメージソング                                                |
| 僕が僕であるために                         | 日本テレビ系『独占!!スポーツ情報』イメージソング                                                |
| Treasure Island                            | サークルKサンクス「夏のキャンペーン」CMソング                                                   |
| What's Love? 君は知らない                  | トヨタ自動車「ハイラックサーフ」CMソング                                                        |
| 月と太陽                                   | フジテレビ系『めざましテレビ』テーマソング                                                      |
| You'll be the champion                     | フジテレビ系『フォーミュラ・ニッポン』テーマソング                                              |
| 初恋                                       | 日本テレビ系『劇空間プロ野球2001』イメージソング                                                |
| 燃える煙るモナムール                       | サークルKサンクス「2001 サマーキャンペーン」CMソング                                            |
| What'cha wanna do?                         | テレビ朝日系ドラマ『京都迷宮案内』主題歌                                                        |
| I'm in love you, good day sunshine         | アサヒビール「アサヒスーパーサワー」CMソング                                                    |
| 風に揺れるtomorrow                         | ダイハツ「コペン」CMソング                                                                      |
| 湘南 My Love 2002                          | フジテレビ系『めざましテレビ』挿入歌                                                            |
| Can't take my eyes off of you              | ダイハツ「MAX」CMソング                                                                         |
| 青いメロディー                             | フジテレビ系『めざましテレビ』テーマソング                                                      |
| Let's go to the sea 〜OASIS〜              | フジテレビ系『めざましテレビ』テーマソング                                                      |
| Summer Breeze                              | ミスタードーナッツ「ピングーとホリディ&ナイスディ 家族で、おさきに夏気分」イメージソング        |
| 月光                                       | フジテレビ系『めざましテレビ』テーマソング                                                      |
| プロポーズ                                 | フジテレビ系『めざましテレビ』テーマソング                                                      |
| 涙を虹に                                   | 競艇CMソング                                                                                    |
| Miracle Game                               | テレビ朝日系「クラス対抗30人31脚全国大会2004」テーマソング                                      |
| Now & Here                                 | 競艇CMソング                                                                                    |
| SKY HIGH                                   | 競艇CMソング                                                                                    |
| ジラされて熱帯                             | フジテレビ系『めざましどようび』テーマソング                                                    |
| Ding!Dong!Dang!                            | 東宝配給アニメ映画『劇場版 NARUTO -ナルト- 大激突!幻の地底遺跡だってばよ』主題歌                |
| みんなのうみ                               | NHK『みんなのうた』2006年6 - 7月度                                                              |
| みんなガンバレ                             | フジテレビ系『めざましテレビ』めざまし体操キャラバンサポートソング                              |
| ナデシコ                                   | JR北海道CMソング                                                                                |
| ナデシコ                                   | とちぎテレビ『イブニング6』1月度エンディングテーマ                                              |
| 蛍                                         | テレビ朝日系『ビートたけしのTVタックル』エンディングテーマ                                      |
| OLD BASEBALL MAN                           | フジテレビ系「BASEBALL SPECIAL 2007〜野球道〜」テーマソング                                     |
| Smile〜For Tomorrow's Friends〜            | フジテレビ系「FNS27時間テレビ!! みんな笑顔のひょうきん夢列島!!」ジングル                        |
| Glory Days                                 | テレビ朝日系「VanaH杯KBCオーガスタゴルフトーナメント2008」イメージソング                        |
| My Hero                                    | テレビ朝日系「VanaH杯KBCオーガスタゴルフトーナメント2009・2013」イメージソング                  |
| 太陽のサプライズ                           | 高須クリニックCMソング（名古屋・大阪地区限定）                                                  |
| Shaping Up Your Heart In The Summer Breeze | KBCオーガスタゴルフトーナメント2010大会テーマソング                                             |
| Return To The Border Line                  | TBS系「サン・クロレラクラシック」テーマソング                                                   |
| 空と海があるように                         | 読売テレビ・日本テレビ系「情報ライブ ミヤネ屋」エンディングテーマソング                         |
| RESTART                                    | いわて復興エイド基金応援ソング                                                                  |
| それでも地球は回ってる                     | KBCオーガスタゴルフトーナメント2011大会テーマソング                                             |
| Touch Happy!                               | 京楽産業.「CRびっくりぱちんこ プロポーズ大作戦 あの娘のハートもキュイン2」メインテーマ          |
| JUST IN TIME SUMMER                        | KBCオーガスタゴルフトーナメント2012大会テーマソング                                             |
| いまさらサーフサイド                       | TBS系テレビ「ひるおび!」4月度エンディングテーマソング                                           |
| SUMMER TIME                                | 味の素「クノール®冷たい牛乳でつくるカップスープ」タイアップソング                               |
| WINNERS HIGH                               | RIZAP KBCオーガスタゴルフトーナメント2015大会テーマソング                                       |
| RIDE ON SUMMER                             | 味の素「クノール®冷たい牛乳でつくるカップスープ」タイアップソング                               |
| RIDE ON SUMMER                             | キリン「のどごし サマースペシャル×TUBE」PRソング                                                |
| FULL SWING                                 | RIZAP KBCオーガスタゴルフトーナメント2016大会テーマソング                                       |
| Shiny morning                              | 味の素「クノール®冷たい牛乳でつくるカップスープ」タイアップソング                               |
| 夏が来る!                                  | 味の素「クノール®冷たい牛乳でつくるカップスープ」タイアップソング                               |
| いただきSummer                             | 味の素「クノール®冷たい牛乳でつくるカップスープ」タイアップソング                               |
| スマイルフラワー                           | 味の素「クノール®冷たい牛乳でつくるカップスープ」タイアップソング                               |